# جبالة (المغرب)
جبالة يطلق على سكان الجزء الغربي والأوسط من شمال المغرب المحادي لقبائل "الريف (تاريفيت)" الناطقة بالإمازيغية. وجبالة اسم نسبة إلى سكان المناطق الجبلية بجبال الريف الغربية الناطقين باللهجة الجبلية خلافا لجيرانهم من القبائل الريفية الناطقة بتاريفيت. والكلمة ليس لها أي مدلول عرقي بل مدلولها جغرافي صرف إذ ان سكان هذه المنطقة تتنوع أصولهم وتختلف من قبيلة إلى أخرى.
أطلق اسم (جبالة) رسميا على هذه المنطقة مع بداية الدولة العلوية وذلك في اطار التعديل الذي قامت به للتقسيم الإداري لعمالات وقبائل المملكة. وكان القائد عمر بن حدو التمسماني أول عامل يعين على رأس ما أصبح يعرف في التقسيم المخزني بناحية (جبالة والفحص) وذلك سنة 1672م. أما قبل ذلك فكانت معروفة لدى المؤرخين بـ (جبال غمارة) ولدى السلطة المركزية بـ (بلاد الهبط وغرب الريف) ومنطقة جبالة تمتد على شكل هلال من منابع ورغة بإقليم تازة إلى أن يطل على البحر الأبيض المتوسط عند قبيلة أنجرة. أما من الغرب فيمتد من الساحل الأطلسي محاذيا قبائل سفيان وبني مالك وحجاوة واولاد عيسى واشراكة والحياينة وأخيرا غياثة في أقصى الشرق وهو مايعني مساحة قدرها 24000 كلم مربع.

## قبائل جبالة

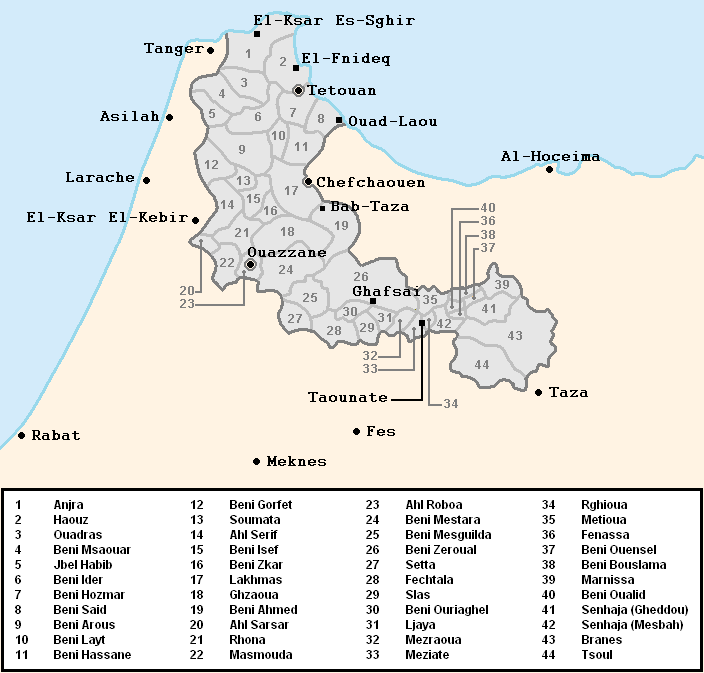
خريطة تبين منطقة جبالة (بشريا) المحادية لمنطقة تاريفيت (بشريا)

أما القبائل التي تنتمي إلى هذه المنطقة فهي 54 قبيلة:

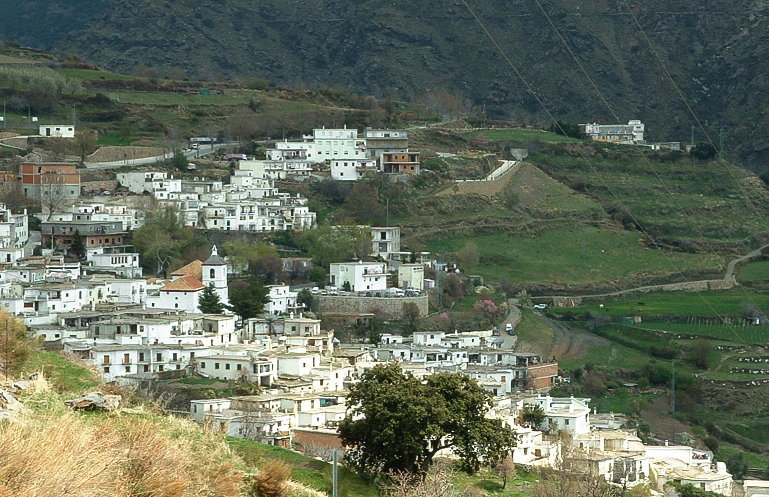
جبال البشارات حيث ظهرت لاول مرة تسمية جبالة

انجرة - الحوز - وادراس - بني مصور - جبل حبيب - بني يدر - بني حزمر - بني سعيد - بني عروس - بني ليث - بني حسان - بني گرفط - سوماتة - أهل سريف - بني يوسف - بني زكار - الأخماس - بني زجل - بني منصور غمارة - بني الزيات - بني سلمان - بني بوزرة - بني جرير - بني سميح - مثيوة بني مروان - بني رزين - بني خالد - اغزاوة - بني أحمد - صرصار - مصمودة - رهونة - أهل الربع - بني مستارة - بني مزڭلدة - سطة - بني زروال - فشتالة - سلاس - بني ورياگل - لجاية - مزراوة - مزيات - رغيوة - مثيوة الجبل - فناسة - بني ونجل - بني سلامة - مرنيسة - بني وليد - صنهاجة غدو - صنهاجة مصباح - البرانس - التسول.
وإضافة لهذه القبائل يضم الكثير من الناس قبائل أخرى إلى جبالة وهي: الفحص والساحل والغربية والخلط وطليق و مزورة وبداوة وعامر.
وخلال الفترة الاستعمارية كانت قبائل جبالة الواقعة شمال نهر اللوكوس خاضعة للاستعمار الإسباني أما الواقعة جنوبه فكانت تابعة للنفوذ الفرنسي. أما الآن فهذه القبائل موزعة على أقاليم الفحص أنجرة وتطوان والعرائش وشفشاون ووزان وتاونات وتازة وعمالتي طنجة أصيلة والمضيق الفنيدق.
ويعتبر هذا التقسيم القبلي حديثا إذ أن قبائل جبالة عرفت تاريخا طويلا من الانشقاقات القبلية وانضمام عشائر لقبائل أخرى واتحادات لقبائل فيما بينها.

## الاصول

الامير أبو عبد الله الصغير يسلم اخر ثغر إسلامي بالأندلس

تعميد اجباري لعائلة مسلمة أندلسية

محاكم التفتيش تقوم بحرق مسلمين موريسكيين

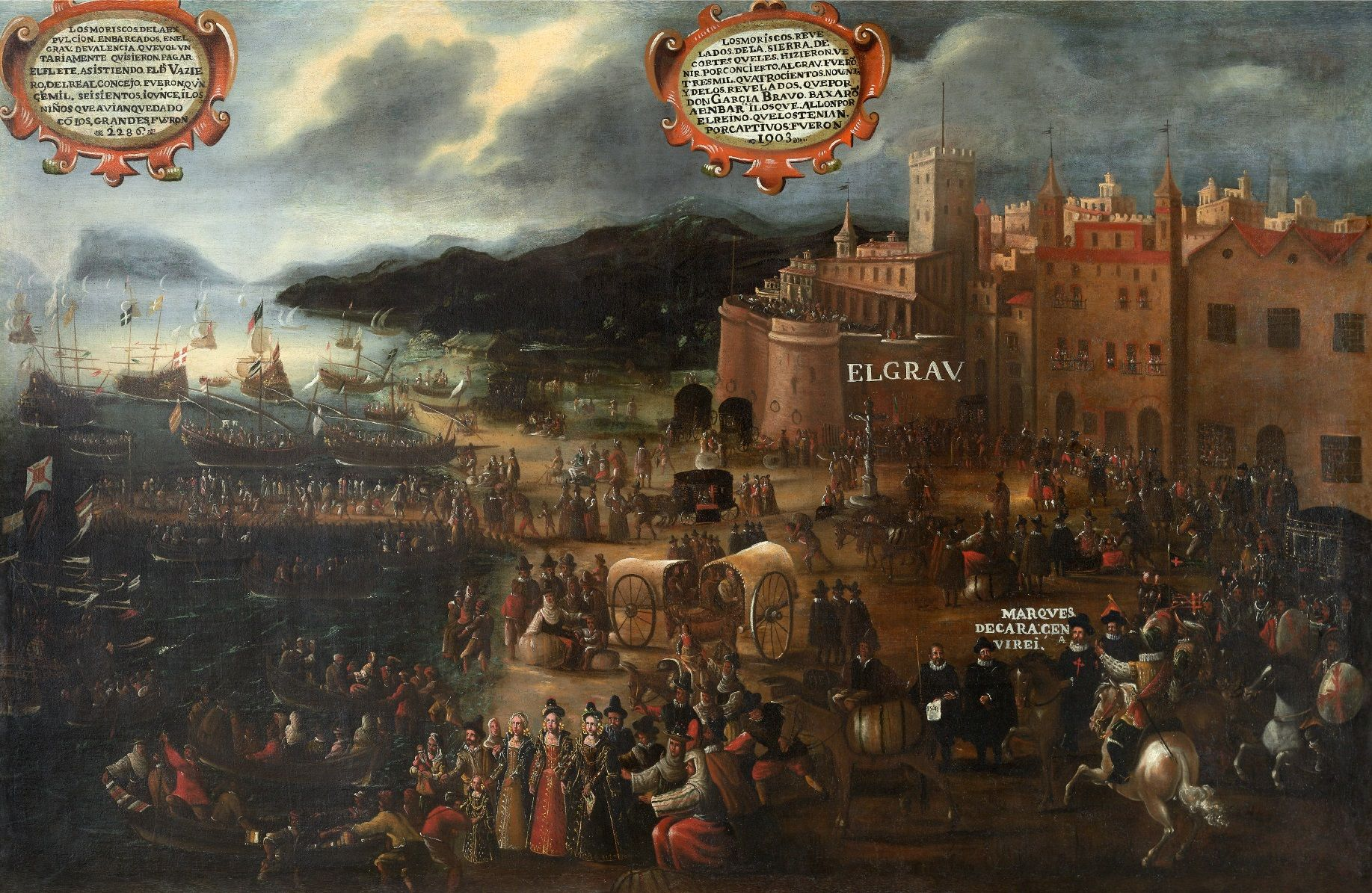
مسلمون موريسكوس من بلنيسية يستعدون للابحار باتجاه موانئ شمال المغرب

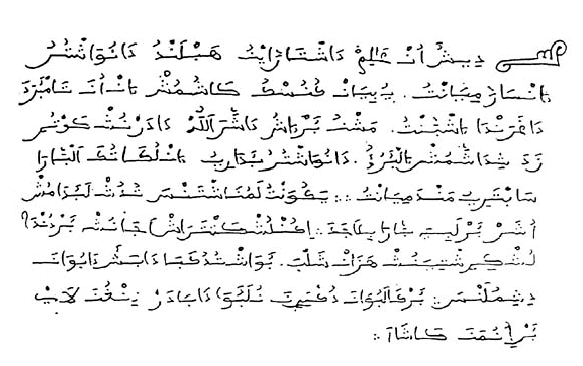
الالخيمادو الخط العربي الذي كتبت به عجمية الأندلس من طرف الموريسكوس في إسبانيا ثم شمال المغرب

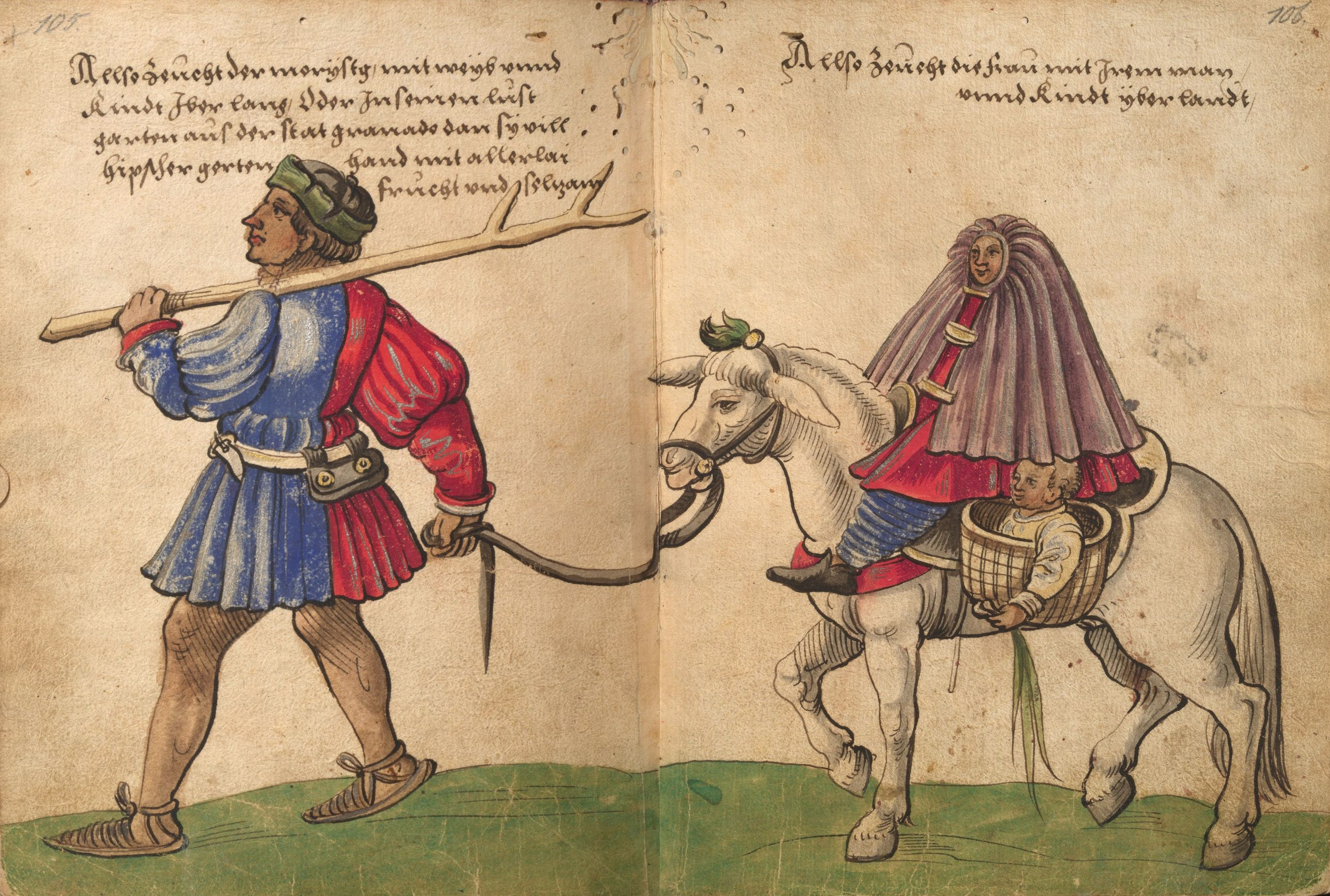
عائلة موريسكية من منطقة جبالة

تتنوع اصول قبائل جبالة تنوعا متباينا فتسمية جبالة لها مدلول جغرافي أكثر مما لها مدلول عرقي ورغم ذالك فمعظم القبائل من أصول أمازيغية محلية  الا ان الاصول الأندلسية ذا حضور وتاثير واضح، فأفواج المهاجرين الأندلسيين لم تتقاطر على المنطقة بعد سقوط غرناطة فقط متل باقي مناطق شمال أفريقيا، بل عرفت المنطقة هجرات للأندلسين لها منذ القرن الثامن ميلادي دفعة وراء دفعة خاصة خلال عهد ملوك طوائف.
يمكن تقسيم منطقة جبالة إلى قسمين أساسين، بلاد غمارة حيث تستوطن قبائل غمارة الأمازيغية  بالشمال ومواطن صنهاجة حيث تتواجد القبائل الصنهاجة بالجنوب. كما تستوطن المنطقة عدة قبائل أخرى سواء كانت أمازيغية أو عربية. وقد استقبلت حواضر جبالة أفواج من الغرناطين وباقي الاندلسيين وهم من أسسو مدينة شفشاون في منطقة تلقب يوم بغرناطة الصغرى وبعد سقوط مدن الأندلس تباعاً صارت منطقة جبالة ذا فضل لقربها الجغرافي من المنطقة ولتشابه ظروف العيش والمناخ مع الأندلس فخلال أيام وصول الأندلسيين كانت منطقة جبالة تسمى العدوة السفلية وتسمى الأندلس العدوة العليا وهذا ما ساهم في تعريب قبائل المنطقة وجعل لغتهم عربية جبلية أقرب لللهجة الأندلسية. وفيما يلي أصول كل قبيلة من قبائل جبالة:

### قبائل ذات أصول عربية
- الخلط: وينسبون لبنو المنتفق من بني عامر بن عقيل بن كعب.[5]
- طليق: وهي قبيلة عربية ٳنفصلت عن قبيلة الخلط.
- بداوة: وينسبون لبنو هلال وكانوا سابقاً يستوطنون بلاد الحجاز.[6]

### قبائل ذات أصول أمازيغية

#### من غمارة
- مثيوة الساحل: وهي أحد فرعي قبيلة مثيوة الكبرى.[7]
- مثيوة الجبل: وهي أحد فرعي قبيلة مثيوة الكبرى.[7]
- أغزاوة: وينتسبون لقبائل غمارة.[7]
- بني أحمد: وينتسبون لقبائل غمارة.[7]
- بني خالد: وهي أحد قبائل ٳتحادية غمارة الحالية والتي يرجع نسبها ٳلى بنو نال.[8]
- بني بوزرة: وهي أحد قبائل ٳتحادية غمارة الحالية والتي يرجع نسبها ٳلى بنو نال.[8]
- بني سميح: وهي أحد قبائل ٳتحادية غمارة الحالية والتي يرجع نسبها ٳلى بنو نال.[8]
- بني سلمان: وهي أحد قبائل ٳتحادية غمارة الحالية والتي يرجع نسبها ٳلى بنو نال.[8]
- بني زيات: وهي أحد قبائل ٳتحادية غمارة الحالية والتي يرجع نسبها ٳلى بنو نال.[8]
- بني منصور: وهي أحد قبائل ٳتحادية غمارة الحالية والتي يرجع نسبها ٳلى بنو نال.[8]
- بني جرير: وهي أحد قبائل ٳتحادية غمارة الحالية والتي يرجع نسبها ٳلى بنو نال.[8]
- بني زجل: وهي أحد قبائل ٳتحادية غمارة الحالية.[9]
- بني سعيد: وهي أحد قبائل مجكسة.[10][11]
- وادراسن: وتسمى في المصادر العربية بني راسن وهي قبيلة غمارية تنسب لمجكسة.[12]
- بني حسان: وهي قبيلة غمارية مصمودية هاجرت من بلاد الهبط إلى موطنها الحالي.[7]
- مصمودة: وهي قبيلة غمارية ٳحتفظت بٳسم القبيلة الأم.[13]

#### من صنهاجة
- بني زروال: وهي أحد قبائل صنهاجة المستقرة ببلاد ريغة.[14]
- فشتالة: وهي أحد قبائل صنهاجة المستقرة ببلاد ريغة.[14]
- سطة: وهي أحد قبائل صنهاجة المستقرة ببلاد ريغة.[14]
- بني مزكلدة: وهي أحد قبائل صنهاجة المستقرة ببلاد ريغة.[14]
- بني ورياغل: وهي أحد قبائل صنهاجة المستقرة ببلاد ريغة.[14]
- بني مسارة: وهي قبيلة صنهاجية كانت تسمى سابقا بني وامرد.[14][15]
- أهل الربوة: وهي قبيلة صنهاجية ٳنفصلت عن قبيلة بني مسارة الأم.
- بني حزمر: وينسبون لحزمر بن اصنهاج ومواطنهم بتطوان.[16]
- بني عروس: وهي أحد قبائل مثنة الصنهاجية ببلاد جبالة.[17]
- بني كرفط: وهي أحد قبائل مثنة الصنهاجية ببلاد جبالة.[17]
- مزراوة: وهي قبيلة صنهاجية صغيرة في ٳقليم تاونات.[18]
- صنهاجة غدو: وهي قبيلة أمازيغية صنهاجية ٳحتفظت بالٳسم الأصلي.[19]
- صنهاجة مصباح: وهي قبيلة أمازيغية صنهاجية ٳحتفظت بالٳسم الأصلي.[19]
- بني يدر: وهي قبيلة صنهاجية تستوطن غرب تطوان.[20]

#### من زناتة
- التسول: ويرجع اصلهم لبني ورتناج وأبناء عمومتهم مكناسة أحد القبائل الزناتية المعروفة.[21]
- سلاس: وهي أحد القبائل الأمازيغية التي ٳنتقلت من الأندلس ٳلى المغرب الأقصى.[22][23]
- بنوالليث: وهي أحد القبائل الأمازيغية التي ٳنتقلت من الأندلس ٳلى المغرب الأقصى.[22][23]
- بني بوسلامة: وهي أحد قبائل بنو توجين الزناتيين الداخلين من المغرب الأوسط.[24]
- بنو ونجل: وهم بني ورنجل أحد فروع قبائل بنو مرين مؤسسي الدولة المرينية.[25]
- بني يسف: وهم بنو يوسف أحد قبائل فاس الزناتية التي تم نقلها لبلاد الهبط.[26]

#### من أوربة
- لجاية: وهي أحد قبائل أوربة بنواحي مدينة تاونات.[27]
- رغيوة: وهي أحد قبائل أوربة بنواحي مدينة تاونات.[27]
- مزيات: وهي أحد قبائل أوربة بنواحي مدينة تاونات.[27]
- بنو وليد: وهي أحد قبائل أوربة بنواحي مدينة تاونات.[27]
- البرانس: وهي القبيلة التي كان ينتمي ٳليها كسيلة الأوربي.[27]
- فناسة: وهي أحد القبائل الصغيرة المنتسبة لقبيلة أوربة.[28]

#### من هوارة
- بنو رزين: وهي قبيلة هوارية كانت تحكم أحد ٳمارات الطوائف في الأندلس.[29]
- بني زكار: وهي قبيلة صغيرة يرجع نسبها ٳلى قبيلة هوارة الأمازيغية.[30]
- رهونة: وهي قبيلة أمازيغية تنتسب ٳلى اداسة لكنهم ٳندمجوا مع هوارة وأصبحوا منهم.[30]
- الساحل: وتسمى هوارة الساحل وهي أحد القبائل المستقرة جنوب مدينة أصيلة.[31]
- بنو عامر: وهم أمراء رندة بالاندلس أيام المرابطين قبل ٳلتحاقهم بالمغرب الأقصى.[32]

#### من قبائل أخرى
- مرنيسة: وهي قبيلة جبلية تنتسب ٳلى قبائل نفزة وتعتبر من أقدم القبائل التي ٳستقرت بالمنطقة.[33]
- سوماتة: وهي قبيلة جبلية تنتسب ٳلى قبائل نفزة وأصولها من ٳفريقية.[33]
- أهل اسريف: وهي قبيلة جبلية أمازيغية تنتسب ٳلى قبائل كتامة.[34]
- جبر صرصار: وهي قبيلة جبلية أمازيغية تنتسب ٳلى قبائل كتامة.[35]
- مزورة: وهي قبيلة لواتية أمازيغية تستوطن شرق مدينة أصيلة.[36]
- الفحص: وهو فحص طنجة يتكون بالأساس من جيوش الريف ومعظمهم من صنهاجة.[37]
- الغربية: وهي قبيلة تشكلت بٳندماج عناصر بشرية من هوارة ولواتة.[38]
- الأخماس: وهي خليط من فروع غمارية مثل بني زرويل وأخرى صنهاجية مثل بني دركول.[7][14]

### قبائل ذات أصول مختلطة
- أنجرة: قبيلة أندلسية أصلها من بلدة أنجرون بنواحي غرناطة،[39] وبها فروع من أمازيغ كتامة وزناتة وغمارة.[16][40]
- الحوز: وتنقسم لقسمين، الحوز الصديني وسكانه من صدينة أحد قبائل زناتة الأمازيغية،[41] والحوز الساحلي وسكانه أغلبهم من أصول أندلسية.[39]
- جبل حبيب: وٳستوطنت الجبل قبيلة كتامة،[35] غير أنه شهد هجرات مكثفة من سكان مدينة طنجة بعد سقوطها في أيدي البرتغاليين.[42]
- بني مزوار: ويسمون أيضا بني منصور، وينتسبون لمنصور المزوار الوزكيتى أحد قواد الموحديين في الأندلس،[43] غير ان القبيلة عرفت هجرات أندلسية أخرى لتنضم إلى الوزكيطيين الأمازيغ.

## الجغرافيا
تضم منطقة جبالة مناطق شاسعة من الريف الغربي والريف الأوسط والمضايق الجنوبية التي تفصل جبال الريف عن جبال الأطلس ومنطقة ضيقة أقصى شمال جبال الأطلس المتوسط وتتوزع هذه المساحة على اقاليم طنجة اصيلا والفحص انجرة والمضيق الفنيدق وسبتة وتطوان والعرائش والقنيطرة ووزان وشفشاون والحسيمة وتاونات وتازة وجرسيف بينما تتوزع نسبة كبيرة من الجبليين على باقي الحواضر المغربية حيث تعتبر مدن فاس ومكناس والقنيطرة والرباط وسلا أهم مراكز استقبال المهاجرين الجبليين

## التاريخ

### الجبليين بالمغرب
مع منتصف القرن السادس الميلادي عرفت المنطقة موجة من الفتوحات الإسلامية ساعدت على استعراب القبائل الأمازيغية في المنطقة ودخولها في الإسلام كما عرفت موجات استيطان متوالية من الأندلسيين القادمين من الشمال ساعدت على تميز هوية المنطقة.
عرفت منطقة جبالة اثناء هذه الفترة فترات من البعثرة السياسية حيث تميزت المنطقة بظهور العديد من الإمارات والثورات والصراعات القبلية تتخللها فترات صغيرة من الولاء المركزي للمغرب تارة وللأندلس تارة أخرى وفترات أكبر من الثورات تصل إلى حد الهجوم على فاس في مرات عديدة.
ومن بين أهم هذه الإمارات المحلية
إمارة بني صالح
بعد الفتح الإسلامي للمغرب ولى الوليد بن عبد الملك صالح بن منصور الحميري على النكور سنة 744م، 91 هـ. ثم قام الأمير سعيد بن إدريس ببناء مدينة نكور سنة 760م والانتقال اليها وقد توسعت هذه الإمارة لتشمل غرب الريف والمناطق الشرقية من بلاد جبالة. وفي سنة 305 هـ سقطت العاصمة في قبضة الفاطميين على اليد القائد مصالة ابن حبوس ليفر أميرها إلى الأندلس. وانتظر انشغال مصالة بالغزو ليعود إليها ويدخلها من جديد لكن هذه المرة أصبحت الإمارة خاضعة بالولاء للخلافة الأموية بالأندلس. وقد سقطت نكور مرة أخرى بيد موسى بن أبي العافية سنة 317هـ، ليعيد أبو أيوب إسماعيل بن عبد الملك بن عبد الرحمن بن سعيد بن إدريس بن صالح بنائها من جديد وقد كان للإمارة اسطول بحري قوي إذ عني الامراء الصالحيون ببناء المراسي والمدن الساحلية كباديس ومليلية والمزمة (الحسيمة) وتيقساس ومرسى بقيوة (بوسكور) ومرسى ملوية (راس الماء) وياليش (كالايريس) ومن قبلها مدينة مرسى تمسمان.
كان انتهاء الدولة الصالحية بعد الغزو المرابطي سنة 1032 وقد صوحب ذلك الغزو بتدمير مدينة نكور بعد ان صمدت هذه المدينة طويلا تحت الهجمات الفاطمية وهجمات قبيلة ازداجة الا ان تدمير مدينة نكور كان قد عاد بالنفع على مدينة المزمة التي تقدمت اقتصاديا واجتماعيا بعد محو اثر نكور
إمارة مضغرة
كانت قبيلة مضغرة الأمازيغية إحدى قبائل حوز طنجة وكانوا قد عانوا الظلم الذي عانى البربر منه من الامراء الأمويين المتعاقبين على حكم طنجة فقام ميسرة بتبني المذهب الخارجي ثم بالتمرد على والي طنجة عبد الله المرادي وقتله سنة 739 بويع بعدها بالخلافة وشن حملة كبيرة بعدها لطرد العمال الأمويين بالمغرب حتى امتدت امارته إلى السوس وقتل واليه إسماعيل بن عبيد الله سنة 740 وقام خلال هذه الفترة بمواجهة العديد من الحملات الأموية والحاق الهزيمة بجنودها وهذا ما يعرف بثورة البربر الا ان البربر ثاروا ضد ميسرة أيضا وقاموا بخلعه وإعدامه وتولية خالد بن حميد مكانه الذي استطاع التوسع شرقا إلى أفريقية وطرد الولاة الأمويين بالقيروان وقاد خالد أيضا الجيوش البربرية ضد الجيوش الأموية في موقعة النبلاء سنة 741.
بعد سنة 741 تعاقب على طنجة العديد من الأمراء المضغريين في فترة تصنف كصفحات لم يسلط عليها الضوء في تاريخ طنجة الا ان الصحيح ان هذه الإمارة انتهت سنة 791 وقد اعقب ذلك اجلاء قبيلة مضغرة عن طنجة والتحاقها بنواحي تلمسان.
إمارة بني عصام بسبتة
كان لثورة البربر في المغرب عدة آثار وخيمة خصوصا تجاه مدينة سبتة التي كانت مأهولة بالعرب بصفة رئيسية فقد قام ميسرة سنة 740 بتهديمها وتخريبها وتشريد أهلها واستمرت كذلك إلى حين استقرار ماجكس أحد كبار مجكسة وهي قبيلة غمارية من اصل صنهاجي ونسبت اليه قبيلته لحظوته وعزته فاعاد بناء سبتة سنة 750 وبويع بالإمارة عليها واطاعته كامل قبائل غمارة وقد استمر في الإمارة عليها مع بنيه إلى سنة 804 فبايع خلالها امراء سبتة إدريس الثاني واستمروا بالولاء له مع تقديم مقدار قليل من الخراج وانتهت دولة بني عصام سنة 931 بعد ان ملكها عبد الرحمن الناصر الأندلسي فتنازل له الرضي بن عصام اخر ملوكها عنها له
دولة الادارسة
بعد معركة فخ بمكة فر إدريس الأول أحد الناجين من المعركة إلى المغرب والتجأ إلى قبيلة أوربة الدنيا (قبائل مزراوة ومزيات ورغيوة ولجاية وسطة) فبايعوه بالخلافة سنة 788 م بمدينة وليلي التي كانت تعد مركزا لهم ثم شيد ابنه إدريس الثاني مدينة فاس سنة 807 م التي كانت ضمن أراضي أوربة وانتقل اليها بعد توسعه شمالا وجنوبا حيث ضم إلى مملكته أراضي السوس وأغمات وتلمسان وأزغار وغمارة وقد تداول أبناؤه ملك المغرب إلى حين دخول الجيوش الفاطمية فاس وإجلاء الأدارسة عنها سنة 904 م.
بعد اجلاء الادارسة هاجر معظمهم إلى حلافائهم التقليديين من غمارة واوربة وصنهاجة وافترقت دولتهم إلى عدة إمارات متفرقة كانت اعظمها امارتهم بقلعة حجر النصر ومن هذه الإمارات
. إمارة البصرة ببصرة الكتان من بلد الخلط اليوم وكانت لبني القاسم بن ادريس وشملت امارتهم الهبط الجنوبي وحوض ورغة الغربي وخلال هذه الإمارة عرفت مدينة البصرة أوج توسعها وعصرها الذهبي كما ظهر أيضا مراكز حضارية أخرى هي مدينة ازاجن والتي تضمها الجماعة القروية ازاجن أو اسجن ومدينة قصر ابن عبد الكريم كما ان العهد الادريسي البصري شهد تطوراً معمارياً لمدينة قصر كثامة أو القصر الكبير
. إمارة صدينة وشملت صنهاجة وورغة وساحلها وعاصمتها صدينة بارض الحياينة اليوم وكانت اوربية انذاك وكانت الإمارة لبني عمر بن ادريس ومن هذا الفرع بنو حمود الملوك بسبتة ثم الأندلس وقد تركت هذه الإمارة العديد من المراكز الحضارية من ابرزها مدينة صدينة ومدينة المنعاء (الجماعة القروية عين مديونة)
. الإمارة الادريسية بالهبط وقامت لبني القاسم بن ادريس أيضا حيث فر الامراء الادارسة إلى منطقة الهبط في الجانب الغربي لجبالة واقاموا إمارة استمرت ما بين 905 و985م متذبذة القوى حيث كانت مستقلة احيانا وتابعة للسلطة الأموية بالأندلس وقد اتخذوا عدة مدن كعواصم لها كزهجوگة وحجر النصر ثم ارزيلا وخلال هذا العهد امر عبد الرحمن الناصر باجلاء أهل شذونة فابحروا إلى ساحل بني زياد الهواريين وشيدوا مدينة اصيلة وانزلهم الأمير القاسم گنون وسور المدينة ومن أهم المعالم الحضرية لهذه الإمارة مدن قلعة حجر النصر (الجماعة القروية زعرورة) واصيلة وتازروت
إمارة بني ابي العافية
كان موسى بن أبي العافية المكناسي من أهم قواد الفاطميين وهو الذي دلل المغرب لهم وانهى دولة الادارسة وهو الذي استقدم قبيلتي مغراوة ومكناسة من الغرب الجزائري واستمر حاكما على تازة ما بين 917 و937 ولما منع من ولاية فاس للفاطميين أعلن الولاء للامويين بالأندلس واطاعته قبائل زناتة من بربر الريف وايث وراين وقبائل غياثة والتسول والبرانس واعلن سيطرته على كل البسيط بين تلمسان ووادي اللبن عند فاس وانتهت امارتهم سنة 1071 على يد المرابطين وخلال حكم هذه الإمارة تم بناء رباط تازة بجوار مدينة تازة القديمة.
إمارة مغراوة
بعد استيلاء الفاطميين على فاس استقدموا قبائل مغراوة ومكناسة وكثامة والقبائل الزناتية بايث وراين والريف (ايث وليشك وايقرعيين وايث توزين وايث سعيد وايث بويحيى وايث يزناسن وايطريفن وايكبدانن وايث ستوت وايزگارن وايبخاتن) فاستوطنت كثامة موطنها الحالي على منابع ورغة واستوطنت قبائل الريف اراضي غمارة التي كانت تمتد حتى تلمسان واستوطن جزء من ايث وراين اراضي بني مكود في حين انتشرت القبائل الأخرى على جبال الظهرة ضواحي گرسيف واستوطنت مغراوة مدينة فاس بعد ان كانت ولايتها لكثامة لبني ريحان الكثامي
- إمارة بني حمود وبنو حمود اسرة جبلية من اصل ادريسي استطاعت السيطرة على منطقة جبالة ثم الأندلس واتخذت سبتة عاصمة لها ثم بعد ذلك دعي لامرائها بالخلافة بمالقة واستمرت هذه الدولة في الفترة بين 1017 و1058م
- إمارة بني سواجات بطنجة بين 1062 و1084م
- إمارة ازداجة بنكور بين 1032 و1068م
- إمارة العزفيين بسبتة والتي تعتبر من أكبر الدول التي وحدت جبالة وقد استمرت هذه الإمارة بين 1239و 1327م
- بعد الإمارة العزفية ظهرت العديد من الإمارات المنتشرة والتي لم يتحدث عنها التاريخ بشكل كاف اهمها إمارة ال المريني وهم غير المرينيين البربر ولكن ينسبون إلى مرينية بالأندلس وقد نشات امارتهم سنة 1426 مع إنشاء قلعة الخروب بجبل حبيب خلفتها إمارة بني يعيش بقلعة الخروب أيضا ثم إمارة الروسيين بها أيضا والتي انتهت بقيام إمارة بني راشد بشفشاون سنة 1471
- إمارة ال سيلڤا بقصر المجاز والتي لم يتحدث عنها التاريخ بشكل كاف وانما وردت عرضا في النصوص البرتغالية وقد انتهت هذه الإمارة على يد البرتغاليين سنة 1458 ومما يجدر ذكره ان المنطقة بين طنجة وتطاوان تعرف العديد من مسميات الامراء مجهولي التاريخ كالاميرة ملوسة والاميرة شمسة وغيرهم
- إمارة بني اشقيلولة بالقصر الكبير واستمرت من سنة 1288 إلى اواخر العهد المريني ويعتبر مؤسسها أبو الحسن علي الرايس المؤسس الفعلي للقصر الكبير
- إمارة الأمير طلحة الدريج في سبتة ثم تطاوان ما بين 1420 و1429
- إمارة بني عبد الحميد بالقصر الكبير انهى حكمها السعديون
- إمارة بني عروس بتازروت ثم قلعة الخروب ثم العرائش ثم القصر الكبير وعلى الرغم من الدورين التاريخي والثقافي لهذه الإمارة التي شارك امراؤها بمعظم الجيش المشارك بوادي المخازن وهم البناة الفعليون لمدينة العرائش والتي كانت تنسب اليهم وتسمى عرائش بني عروس فهي مهمشة تاريخيا ولاتحظى باهتمام من طرف المؤرخين مع انها أول امارت مارست القرصنة أو مايسمى بالجهاد البحري
- إمارة بني راشد بشفشاون انشئت مع إنشاء شفشاون عاصمتها وتعتبر أكبر إمارة جبلية واضخمها تاثيرا استمرت ما بين 1471 و1555م وهي أول إمارة مارست الجهاد البحري بالبحر الأبيض المتوسط

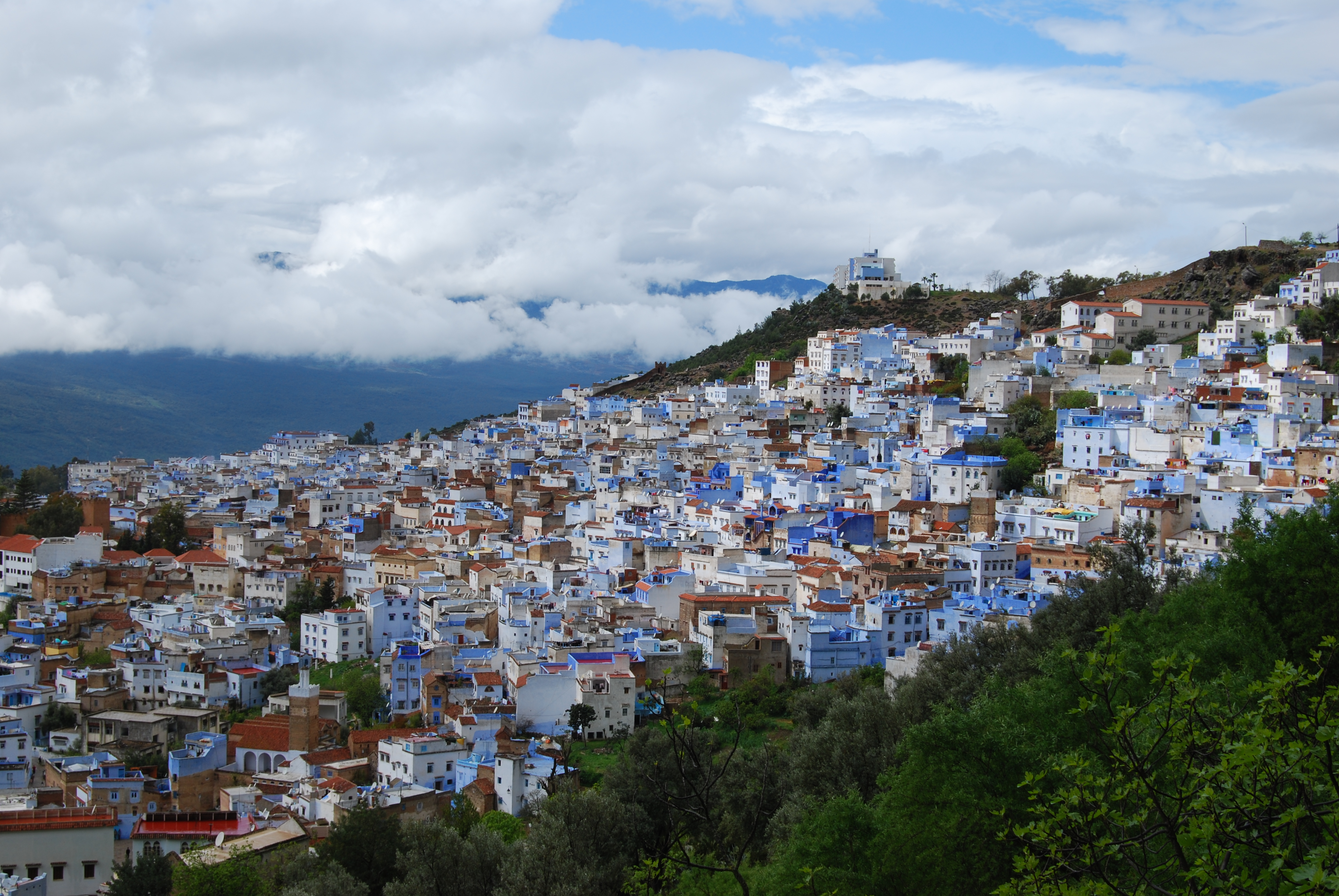
الشاون عاصمة إمارة الرواشد

- إمارة ال المنظري بتيطاوان والتي انفصلت عن الحكم الراشدي سنة 1484 واستمرت إلى سنة 1568

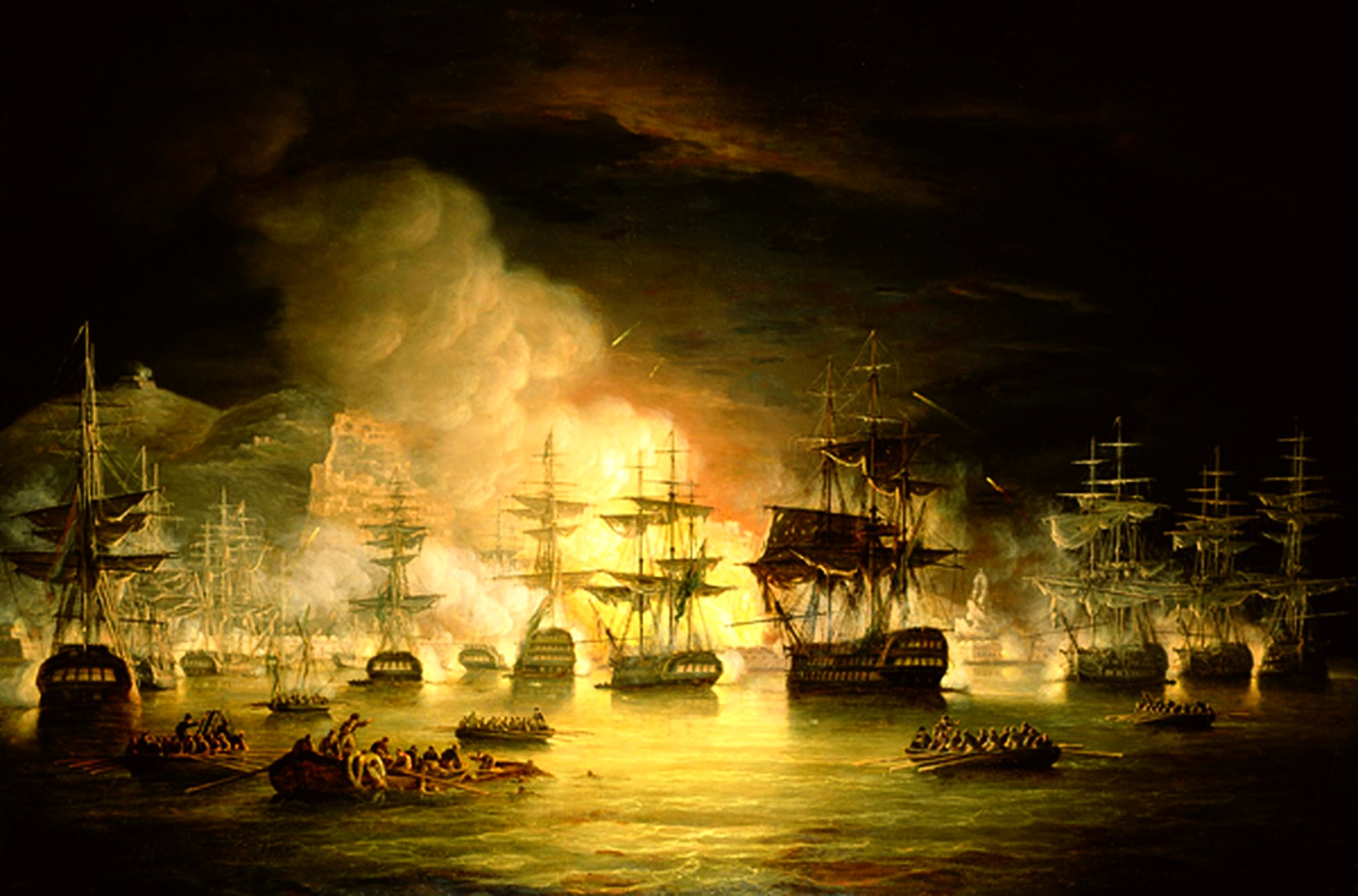
قراصنة تابعون لإمارة تطوان يهاجمون سفنا إسبانية

- إمارة ال النقسيس بتيطاوان أيضا امتدت من سنة 1592 إلى سنة 1673م
وبمقتضى الحال تسببت هذه الانقسامات في الاحتلال الايبيري لعدة مدن صاحبها لمرات عديدة مد من التوسعات داخل الجبال حيث تم السيطرة على سبتة سنة 1415 ثم طنجة وارزيلا سنة 1471 ثم العرائش 1489 فباديس سنة 1507 وقد كان السبب في قيام جل هذه الإمارات الدعوة للجهاد ضدهم
عرف التاريخ الحديث بجبالة فوضى سياسية ومما زاد الطين بلة تدخل الزوايا والطرق الصوفية في خلق السياسة كما عرفت المنطقة انزلاقا امنيا حيث صارت تعرف ببلاد السيبة أي انها غير خاضعة للسلطة المركزية بل إلى حكام قبليين مما أدى إلى خلق العداءات والانقسامات القبلية في حين كانت السلطة المخزنية لا تتعدى قوتها بضعت قبائل لا تعترف بهذه السلطة اصلا الا على المنابر بل حتى القرصنة أو الجهاد البحري لم يعد متبعا لنظام الإمارة والدولة بل اتخذ طابعا قبليا ومن بين أهم الحركات الناشئة في هذا العصر

الامير أحمد الخضر غيلان

- إمارة ال غيلان ببني گرفط القصر الكبير ثم باصيلا ما بين 1653 و1685 ويعتبر اميرها الخضر غيلان أهم الامراء الجبليين على الإطلاق حيث استرجع العرائش سنة 1664 واوشك على استرجاع طنجة لولا ان اغتاله المولى إسماعيل سنة 1684

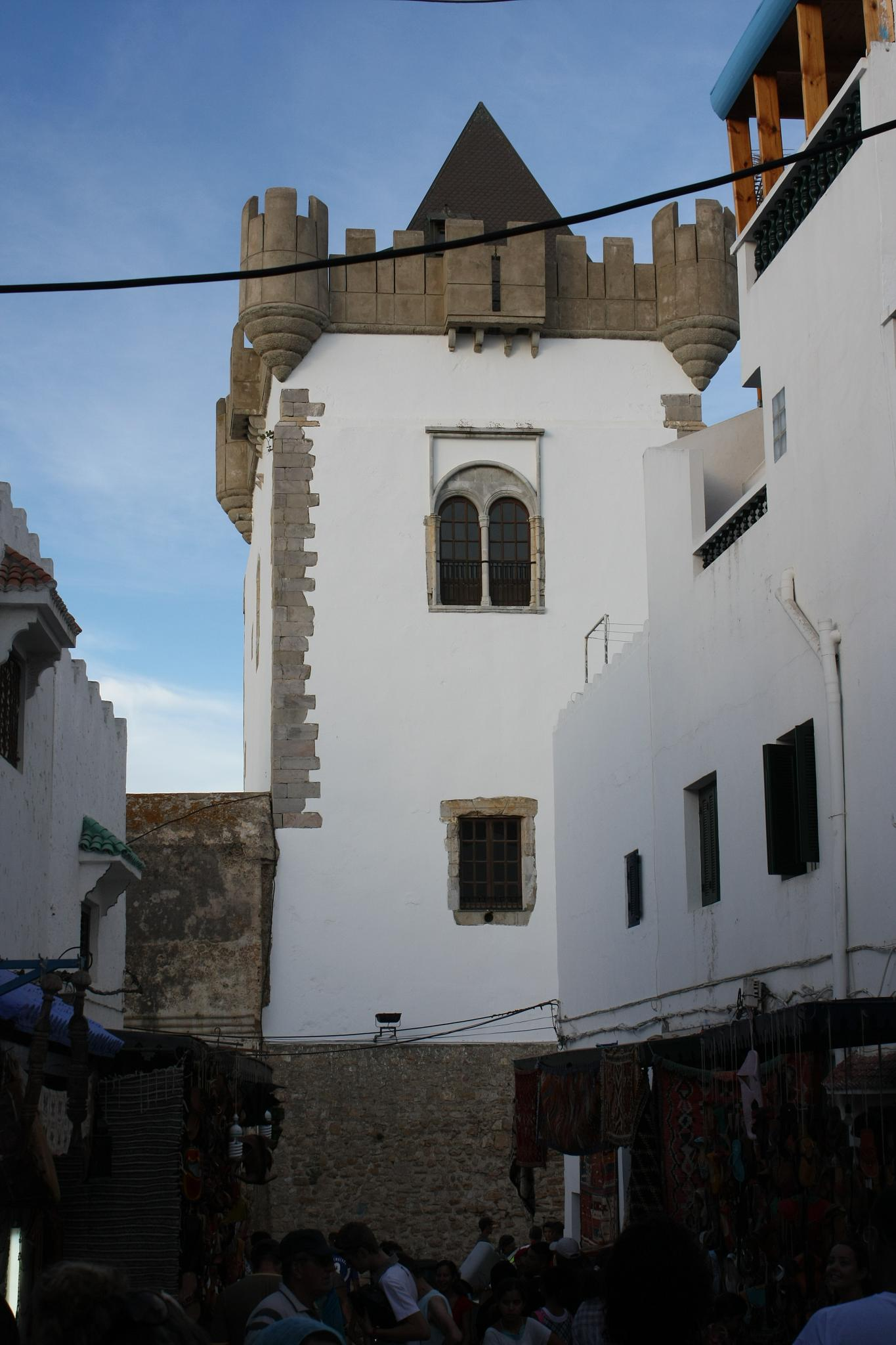
برج القمرة بارزيلا احدى أهم المعالم الغيلانية

- إمارة ال السامي في بني زروال وعاصمتها عين باردة وهذه الإمارة كانت تعيش استقلالا تاما محصنة بين الجبال وقد وصلت جراة وقوة امرائها إلى مهاجمة فاس العاصمة لمرات عديدة ولا يحدث المؤرخون عنها الا النزر القليل حيث انها نشات في العهد السعدي ثم انهارت في العهد العلوي أيام المولى عبد الرحمن بن هشام
- إمارة ال اعراس بالحسيمة وال اعراس هؤلاء من بني يطفث ونسبهم أندلسي ولقيام دولته اختار أحمد اعراس مدينة المزمة أو الحسيمة عاصمة له نظرا لاحتلال باديس ولانها أول مرفا كبير بعد باديس وقد سيطرت هذه الإمارة على عدة مناطق في جبالة الشرقية واستمرت هذه الإمارة من سنة 1636 إلى سنة 1666 بعد تدمير المولى رشيد للحسيمة بمعونة من حلفائه الريفيين خصوصا بتمسامان ولجوء ال اعراس وحلفائهم إلى الخضر غيلان الأمير بجبالة الغربية
- الشرفاء الوزانيون مؤسسوا مدينة وزان فحتى ان كانت حركتهم تبدو على انها بريئة فهي لا تخلو من اطماع سياسية فبعد بناء وزان قرر امراؤها تكوين وحدة مستقلة لا تخرج اسميا عن السلطة العلوية تضم بالإضافة إلى وزان القباشل المحيطة بها وكل القبائل الجبلية المتزعمة روحيا لها ولهذا فنحن لا يمكننا الحديث هنا عن كيان سياسي قائم بذاته لكن لايمكننا أيضا اغفال قوة روحية وسياسية على هذا النحو في المنطقة.

#### الإمارة العروسية في الصحراء
يشكل العروسيون وهي قبائل تنتمي إلى بني عروس الجبلية نحو 52 بالمئة من سكان الصحراء المغربية وتنقسم هذه القبيلة بدورها إلى عدة قبائل تتوزع على معظم المناطق الصحراوية وهذه قائمة القبائل العروسية في الصحراء
العروسيين وهم الفرع المحافظ على التسمية الاصلية وينتشر العروسيون بين الساقية الحمراء ووادي الذهب فيما يعرف بارض السبخات الكبرى وهم يحيطون بمدن العيون وبوجدور ومنهم اقوام كثيرة من الرحل في الشمال الصحراوي
الرقيبات وهو من أكبر الفروع العروسية والصحراوية على الإطلاق وتنقسم هذه القبيلة إلى فرعين هما رقيبات الساحل ورقيبات الشرق ويمتد تواجد هذه القبائل في مناطق الساقية الحمراء ووادي الذهب ودرعة وتابلبلت وايكيدي بالصحراء المغربية ويمتد تواجدها على طول صحراء ادرار بموريطانيا ومنطقتي تندوف وبئر ام قزين الجزائريتين بالإضافة إلى بعض العشائر التي التحقت بصحراء تبرس بليبيا
أهل الشيخ ماء العينين وهي من أكثر القبائل الصحراوية حضورا في المجال الثقافي وتعتبر مدينة السمارة مركزا لها ويمتد الكيان الجغرافي لهذه القبيلة إلى الكويرة ثم إلى خارج المغرب بصحراء ادرار الموريتانية ومناطق شمال مالي خصوصا على سواحل نهر السنغال
وقد شكلت هذه القبائل في العصور الوسطى إمبراطورية امتدت اطرافها خارج الصحراء المغربية لتشمل موريتانيا وشمال مالي ورغم شح المعلومات المتوفرة عنها الا انها شكلت قوة في المناطق الغربية للصحراء الكبرى

### الجبليون في الأندلس
اجتماع اغلب الغماريين في المدن الثانوية والارباض والقرى والضياع ساعد على طمس الهوية الغمارية للأندلس فالقرب الجغرافي والموقع الا ستراتيجي لجبالة ساعد بشكل كبير على توافد مئات الالاف من الغماريين لدرجة ان اصبحوا حقيقة العنصر المهيمن احصائيا والمهمش اجتماعيا.
كان معظم الغماريين يعيشون في احياء خاصة بهم تدعى باسماء قبائلهم والتي من اهمها احياء غمارة وكثامة وسطة بغرناطة وحي قلعة غمارة بميورقة وحي غمارة باشبيلية في حين كان معظم الشمال الأندلسي يتكون من قومية مغاربية يشكل الغماريون فيها نصيب الاسد وكانت هذه المناطق تبتدئ من طليطلة وسراقسطة في الجنوب إلى حدود فرنسا شرقا ومن بطليوس إلى المحيط غربا مرورا بمناطق شاسعة من الشمال البرتغالي وتضم هذه المنطقة مناطقة عدة على الشكل التالي
ماردة ومن أهم مدنها ماردة والبة واصيلة ومركينة وضمن هذه المنطقة يتواجد اقليم بني طريف الاعلى وقاعدته ماردة وبنو طريف هؤلاء هم بنو طريف الغماريين الذين تصادف ارضهم اليوم اجزاء من انجرة
وشقة ومن أهم مدنها وشقة وبربشتر وبلاط شنقة وافراغة وصالاج
سراقسطة ومن أهم مدنها سراقسطة والحامة وقلعة أيوب وقلشانة واوربة ومدلين وضمن هذه المنطقة يتواجد اقليم بني الخزر والذين يعود اصلهم إلى مدينة البصرة بارض دنهاجة الكثامية وقاعدته قلشانة وقسم من اقليم بني طريف الاعلى وقاعدته مدلين
تروال ومن أهم مدنه تروال واصيلة واركش وفرنجولش وقلعة مراد والمرابط وبه قسم من اقليم بني الخزر وقاعدته اركش
الجوف وهو القسم الأوسط من الأندلس وقاعدته بطليوس ومن أهم مدنه خيخون وابلة والبرانس وهرناش وطلبيرة وقنطرة السيف وقصرش وقورية ووادي الذئب وتجادة واشقوبية والغماريين وشلمنقة واشبرغيرة وقرذيرة وسمورة وكثامة وتضم هذه المنطقة اقيم كثامة ويمتد على مسافة بين اشقوبية وخيخون واقليم غمارة ويمتد على طول جبال الاشتريش وقاعدته شلمنقة
السهلة وهو اقليم هوارة الذين هاجروا من هوارتي الساحل وزلول بين اصيلة والعرائش وقاعدته السهلة وينحدر من هذا الإقليم بنو ذي نون وبنو رزين
طليطلة ومن أهم مدنه طليطلة والمائدة والمنظرة وشنت ياقو وهو ضمن اقليم هوارة
وادي الحجارة ومن أهم مدنه وادي الحجارة وقلعة النهر ويابرة ومدينة الفرج واغلب أهل المنطقة كانوا من صنهاجة
برشلونة ومن أهم مدنه برشلونة وبربرة وطلمنقة وباغة وهي ضمن نفوذ كثامة أيضا
جيليقية وهي المناطق أقصى شمال إسبانيا والتي انطلقت منها حركة الاسنرداد ولقد ظلت هذه المناطق ذات اغلبية مسيحية لكن ولاة الأندلس اقطعوها إلى قبائل غمارة للجهاد فيها ومما يميزها انها لم تدم تحت الحكم الإسلامي سوى ثلاثة قرون وقد انفصل الغماريون من ساكنيها في قرى ومدن خاصة بهم منها مدن برغش وبني محمد التي تنسب إلى بني محمد الغماريين في انجرة ومزالة ولاردة وبرشينة والمسجد وارشلاطة واستورقة وغمارة لاردة وملوسة وبلطر وعروسة والبرانس وبني عروس وتطيلة وغمارة وشرطانية ويعد اغلب مسلميها من الغماريين الا استورقة وشرطانية فالغالب على اهلهما الكثاميين
جرندة واغلب اهلها كثاميين ومن أهم مدنها جرندة وقلمرية واصقالة
مجريط وتضم مدن مجريط (مدريد) والمدور والقلعة وقبريرة وقلصادة
نبار وهي المنطقة على الحدود الفرنسية ولم يطل الحكم الإسلامي فيها الا زهاء قرنين ولكن استمر تواجد المسلمين فيها حتى بعد قيام مملكة نبار والغالب على أهل المنطقة البرانس ولهذا تسمى جبال نبار (البيريني) بجبال البرانس ومن أهم مدنها برغواطة وتطيلة والبرغواطيين وللتذكير فكلمة برغواطة تشمل عدة قبائل شاركت في إمارة برغواطة المجوسية في تامسنا ومن اهمها البرانس
سورية وغالب اهلها غماريين ومن أهم مدنها سورية وغمارة والمنار وبرج عباد وتجادة سورية
طرطوشة وهي ضمن اقليم بني دانس وقاعدته قصر ابي دانس وهم غماريون ومن أهم مدنها طرطوشة وطرسونة وطلوشة وقلمرية وقلنبيرة
بلد الوليد ومن أهم مدنه بلد الوليد واونقة وغمارة والرويضة واغلب اهلها غماريين
باجة وهي المنطقة غرب الأندلس التي تصادف البرتغال اليوم واغلب اهلها من غمارة وصنهاجة ومن أهم مدنها باجة ولشبونة وشنترين وقصر السال وغمارة كثامة وصنهاجة واصيلة وقورية وشنت مرية الغرب ومن أهم اقاليم هذا القطر اقليم بني تاكيت الغماريين وقاعدته شنترين
وهذه المناطق اعلاه كانت تتكون من اغلبية جبلية من شتى القبائل مع نسبة متوسطة من باقي المغاربة البربر غالبا ونسبة كبيرة من المولدين والمستعربين في حين يتركز التواجد المشرقي على الحواضر الكبرى والمدن البعيدة عن الثغور ولهذا غالبا ما كان يطلق على الغماري بالأندلس الثغري
اما في باقي مناطق الأندلس فعلى الرغم من سيطرة المشارقة على الحياتين السياسية والاجتماعية فان الجبليون كانوا يتوزعون في معظم المدن ولهم أيضا اقاليم خاصة بهم نذكر منها
لقنت بمدن بني عروس واوربة وصنهاجة
المرية بمدينة بني طارق والمرية وينحدر اغلب اهالي هذه الاخيرة من بني زروال المرحلين على يد عبد الرحمن الناصر
الجزيرة الخضراء بمدينتي البرانس وغمارة ويحتوي أيضا اقليم بني طريف الادنى وقاعدته شذونة ومن أهم مدنه برباط وطريفة
غرناطة بقرية باديس بني عبد الله
ولبة ويضم اقليم بني عوسجة الكثاميين وقاعدته ولبة ومن مدنه بلاط عوسجة
جيان بمدينتي جيان والهواريين بني عيسي
مالقة بمدن مالقة والهواريين وبني وليد وبني وجان وزناتة
اشبيلية بمدن علودان والمقرمدة والبرانس واسطبة ومرشانة
الجزائر الشرقية وهي جزر البليار وكان الغمارون يتقاسمونها مع عرب باهلة على ما ذكر المؤرخون واغلبهم كان يقطن جزر منورقة ويابسة وجزيرة سميت باسم غمارة اما ميورقة فقد تقاسموها مع باهلة وبعض بني امية وكان اغلب الغمارين يقطنون مدينة سالم ومدينة غمارة وهو القسم الغماري من ميورقة وتجاهه يتواجد باب غمارة وبرجا غمارة والقلعة المسماة أيضا بقلعة غمارة
قسطليون بمدن صنهاجة وزناتة وبني فقوس
قونقة بمدن قونقة لجدانية وقصر مضى وبلكونة
مرسية بمدن الصنهاجيين وبني يعلى والسبتيين
بلنسية بمدن شاطبة مصمودة وزناتة البيضاء ومدينة سالم
ومن الملاحظ ان منطقتي قرطبة وغرناطة تكاد تكون رساتيقهما خالية من بلدات الغماريين مع العلم ان في كلا الحاضرتين كانت نسب الغماريين مرتفعة وهذا القول طبعا لا يستثني باقي الحواضر في المناطق اعلاه
لقد مر التاريخ الغماري بالأندلس بالعديد من الثورات ونقض الطاعة ومن أهم الثوار الظاهرين في الشمال الأندلسي لاسيما خلال الفترة الأموية

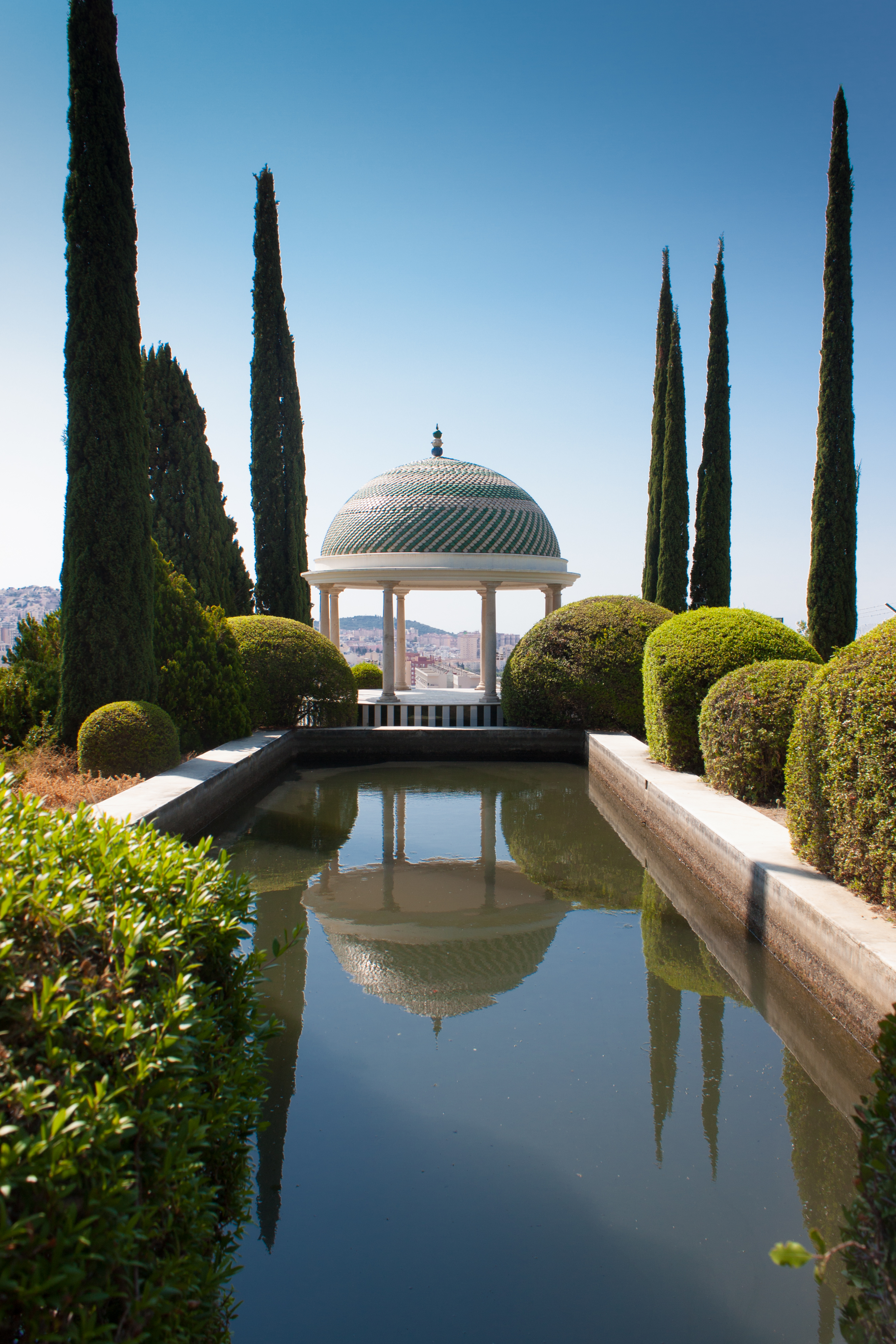
حدائق القصر الاميري في مالقة مقر إمارة بني حمود

. منوسة المكناسي وقد استمرت ثورته بين 726 و730 سيطر خلالها على الجوف الاعلى وجبال الاستورياس وجيليقية وبرشلونة وجرندة ونبار وجبال البرانس ومناطق شاسعة على طول الجنوب والغرب الفرنسي وقد اختار مدينة خيخون عاصمة له
. شنقة بن عبد الواحد واستمرت ثورته بين 768 و784
. بنو طريف واسس امارتهم محمود بن عبد الجبار الطريفي بالاستورياس والجوف وماردة وعاصمتهم منت شالوط ودامت امارتهم بين سنتي 829 و874 ومنهم الاميرة جميلة بنت محمود إحدى أهم النساء اللواتي طبعن تاريخ الأندلس
.و من المعروف ان انتهاء العصر الأموي كان مع دخول بيت بني حمود إلى الأندلس وينتمي بني حمود هؤلاء إلى قبيلة بني عروس واستطاعوا سنة 1017 الاستيلاء على الأندلس والتلقب بالخلافة لكن هذه المرة بمالقة لا قرطبة الا ان سلسلة الانقسامات التي عرفتها الأندلس والتي تمخض عنها ما يسمى بملوك الطوائف قلصت من مساحة السيطرة الحمودية لتصبح مقتصرة على الجنوب الأندلسي فقط حيث كانت تتبع هذه الإمارة إمارات غرناطة ورندة ومارة بني سواجات في طنجة وسبتة وسواحل غمارة ثم ادت الخلافات لاجل الاحقية بالحكم سنة 1023 إلى انقسام الإمارة الحمودية إلى جزئين الأول بمالقة والثاني بالجزيرة الخضراء وقد استمر الفرع المالقي إلى سنة 1058 في حين استمر الجزيري إلى سنة 1059
. إمارة بني برزال الزناتيين وقد نشات هذه الإمارة بعد اقطاع الخليفة سليمان المستعين بالله مدينة قرمونة إلى بني برزال سنة 1013 وكانت قرمونة عاصمة الإمارة ثم امتد الحكم البرزالي إلى مدن استجة واشونة والمدور وانتهت الإمارة بضمها إلى إمارة بني ذي نون بطليطلة سنة 1067
. إمارة بني دمر بمورور وينتمون إلى بني يرنيان من أبناء اعمام زناتة وكانت ديارهم سلاس وبني ورياگل حاليا في المغرب ونشات امارتهم بعد ان اقطعهم المستعين بالله مدينة مورور سنة 1013 وانتهت بضم بني عباد اياها سنة 1066
. إمارة بني رزين والذين ينتمون إلى هوارة وقد امتدت مملكتهم من 1012 إلى 1069 وقد قضى عليها المرابطون وكانت مدينة السهلة عاصمتهم وسيطرت بالإضافة اليها على مدن تروال ووادي الابيار وفرنجولش وقلعة مراد
. بنو الافطس المكناسيين ببطليوس وتعد من أكبر الإمارات الإسلامية في الأندلس بعد الدولة الأموية وقد سيطرت هذه الإمارة على كل الجوف ومدنه وباجة ومدنها والاستورياس ومدنها أيضا وقد دامت هذه الإمارة طوال المدة بين 1009 و1094 وقد انتهت بالغزو المرابطي
. بني غلبون الغماريين بملينة ما بين 1080 و1110 وقد قضى عليها صقالبة بلنسية
. بنو ذي نون الهواريين بشنت مرية منذ 874 ثم قوت امارتهم وضمت اليها طليطلة وقصرش وبلد الوليد وبسق وطلبيرة ومكادة والفحامين ومجريط وقلعة عبد السلام وطلمنقة ومدينة الفرج ووادي الحجارة ومدينة سالم وانتاسية وشنت برية لاسيما بعد سقوط الدولة الأموية وانتقلت العاصمة إلى طليطلة سنة 1023 ثم استولى بنو ذي نون على بلنسية ومدنها تلى ذلك استقلال فرع من بني ذي نون ببلنسية سنة 1064 ثم ضم إلى الفرع الطليطلي اراضي إمارة قرمونة سنة 1067 وانتهى الفرع البلنسي بالغزو المرابطي سنة 1075 ثم الفرع الطليطلي سنة 1085
بعد العصرين المرابطي والموحدي استقل فرع ثالث من بني ذي نون بمالقة ومدنها بين سنتي 1229 و1238
لا يمكننا حصر الدور الجبلي بالأندلس على المساعدة على نهاية الدولة الأموية بعد الدور الكبير الذي لعبته القبائل الجبلية في ثورة البربر وفي المساعدة على استقلال المناطق الأندلسية بل كانت هذه القبائل عماد الدولة الأموية في العديد من اطوارها بل ان عبور عبد الرحمن الداخل كان بمعونة القبائل المحلية الذين يعدون اخواله فامه راح من مرنيسة النفزاوية ومن أهم البيوتات الجبلية التي شكلت قوام الدولة الأندلسية بيت الوجالي الوزراء الأمويين وينتمون إلى بني زجل الغمارية وبيت بني السوماتي الكتاب وبيت بني الليثي الغماريين كبار التجار ولم يافل نجم هذا البيت الا بعد الثورة التي تعرف بهيج ربض شقندة والذي تزعمه كبير اسرة بني الليثي
خلال عهد بني الأحمر ازدادت الهجرات الغمارية حيث صارت معظم القبائل شمال شفشاون تحت السيادة الغمارية واستدعى ملوك غرناطة الالاف منهم بعد ان اصبحوا قوام الجيش الغرناطي وأكبر هجرة عرفتها غرناطة هي هجرة 1301 والتي هاجر خلالها 30 الف غماري بل اخذت الهجرة منحى اخر بهدف الجهاد حيث تهاجر جيوش جبلية باكملها من جبالة باتجاه الأندلس مع اسرهم وعائلاتهم وتعد قبيلتي وادراس وبني حسان في مقدمة القبائل امهاجرة ومن أهم قادة الجهاد الجبليين بالأندلس علي بن راشد الحساني العروسي نسبا والبهلولي الوادراسي
وقد ذكر الحسن الوزان المؤرخ خلال هذه الفترة ان معظم الوادراسيين كانوا في جند بنني الأحمر بينما اتصفت الجيوش الحسانية بالاستقلالية وانها كانت تمنح خدماتها لبني الأحمر تارة وتبيعهم اياها تارة أخرى
لكن مع ذلك كانت غرناطة قد اضحت باغلبية غمارية ومن أهم الاسر الغمارية انذاك اسرة الثغري التي تولى افرادها الوزارة والحجابة لبني الأحمر وتكلف معظمهم الولاية على مالقة فاخر ولاة مالقة هو حامد الثغري الذي قاد الجيوش الإسلامية المدافعة عن حصار مالقة سنة 1487 والذي انتهى بالاستيلاء على مالقة واسر الثغر ثم تعذيبه وقتله

### الإمارة الإسلامية بكريت

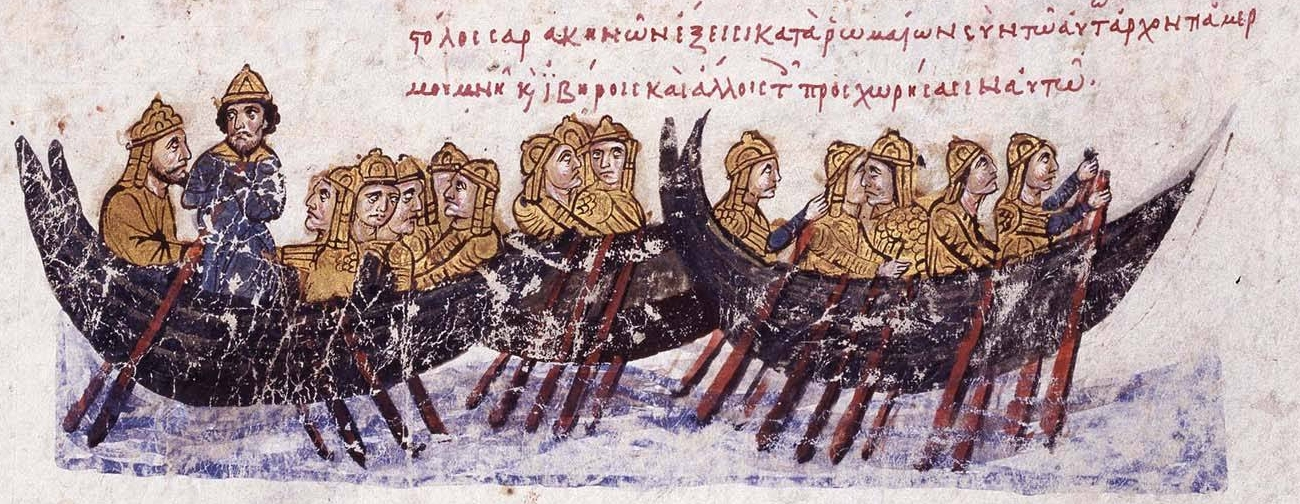
الاسطول الأندلسي يبحر إلى كريت

خلفت وقعة ربض شقندة استياء لدى الحكم بن هشام الأمير الأموي فامر باخلاء الربض والذ يعد الغماريون اغلب سكانه واجلائهم فابحروا سنة 827 وانقسموا إلى ثلاثة فرق الأولى هاجرت إلى المغرب وهاجرت الثانية إلى الإسكندرية في حين ابحرت الثالثة إلى جزيرة كريت اليونانية وقامت بالإغارة عليها إلى ان نجحت في السيطرة عليها بقيادة ابي حفص عمر البلوطي المولد الغماري من ام إسبانية وتلى ذلك تشييد عاصمته الخندق ثم الإقرار بالسلطة العباسية ثم قام الامراء بالتوسع شمالا نحو جزر كيكلادس واستطاعوا بعد ذلك فتح جزيرة وابية سنة 835 ثم لسبوس سنة 837 والقيام بعمليات القرصنة على طول بحر ايجة واستطاعوا كذلك تكبيد البيزنطيين افظع الخسائر المادية والبشرية ثم قاموا بحملة كبيرة استطاع الاقريطشيين فيها الاستيلاء على اجزاء واسعة من شبه جزيرة البيلوبونيز اليونانية سنة 865 بل قد وصلت القوة الكريتية إلى الاستيلاء على جبل اثوس اليوناني المقدس لدى المسيحين الأرثوذكس بل تجاوزت القوة ذلك إلى الاستيلاء على جزيرة مرمرة ومحاولة حصار القسطنطينية التي باءت بالفشل ثم تلى ذلك فتح كافت الجزر في البحر الادرياتيكي والتواغل داخل سواحل دالماسيا الكرواتية
الا ان الصرخات البابوية المستمرة تسببت في تكبد الإمارة خسائر وخيمة سنة 873 اضطر بعدها امير كريت شعيب بن عمر إلى دفع الجزية لمدة تقارب العشر سنوات
لكن تدفق المدد والمتطوعين من شمال المغرب ومصر وتونس والشام ساعد الإمارة على العودة إلى الإغارة على المناطق اليونانية حيث استرجع الكريتيون جزر كيكلادس ووابية واجزاء كبيرة من جنوب البيلوبونيز تلى ذلك فتح جزيرة بطمس ثم الاستيلاء على جزر ناكسوس وباروس وايوس واجبار اهلها على دفع الجزية ثم قام الكريتيون بحملتهم الكبرى سنة 896 على البيلوبونيز بقيادة الأمير محمد بن شعيب استطاعوا خلالها السيطرة على كمل البيلوبونيز والتوغل داخل الأراضي اليونانية ثم فتح اثينا العاصمة اليونانية حاليا في نفس السنة ثم قاموا وبالاستعانة بالاساطيل الشامية بالاستيلاء على تساليا ومقدونية الغربية وفتح مدينة سالونيك ثاني أكبر المدن البيزنطية
بعد هذه الحملة قام البيزنطيون بسلسلة من الهجمات استاطاعوا خلالها استرداد مدينة سالونيك ثم اثينا والمناطق المجاورة لها سنة 902 ثم قاموا بارسال حملة أخرى من مئة سفينة استطاعت استرداد البيلوبونيز وبعض الجزر سنة 911 الا ان الاسطول الشامي كبدها خسائر قبالة سواحل اخوس فاضطر الناجون من البيزنطيين إلى العودة
عادت الغارت الكريتية ثانية بعد 912 فقاموا ثانية بالاستيلاء على البيلوبونيز وجزر كيكلادس ووابية وكافة جزر بحر ايجة لكن هذه المرة قامت الإمارة بتوسعات غير متوقعة في السواحل الغربية لاسيا الوسطى (تركيا) ادت إلى تكثيف البيزنطيين لجهودهم في محاولة الاستيلاء على الجزيرة وما قد استولت عليه حيث جهز الإمبراطور قسطنطين السابع اسطولا اخر من 137 سفينة سنة 949 الا ان هذا الاسطول تكبد هزيمة قوية اطاحت بهيبة الدولة البيزنطية وساعدت الكريتيين على مزيد من التوغل داخل الوسط اليوناني واسيا الصغرى

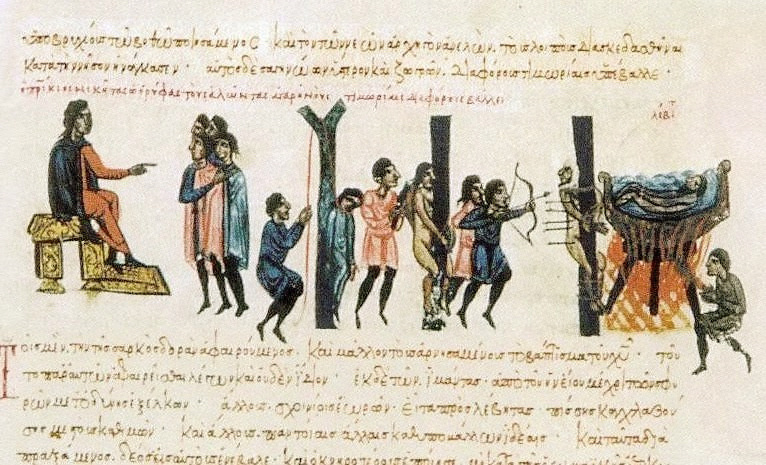
اوريفاس يعاقب الاسرى المسلمسن من كريت

لكن سنة 960 أعد الإمبراطور رومانوس الثاني حملة جديدة أوكل قيادتها إلى نقفور الثاني ولكن هذه الحملة رست مباشرة على السواحل الكريتية فاستولت كامل الجزيرة وقامت بحصار العاصمة الخندق حصارا طويلا دام حتى سنة 961 حيث استعاد البيزنطيون المدينة وأجبروا أهلها على التنصر قصرا ومنعوهم من الهجرة فتنصر معظم السكان وفي مقدمتهم ابن امير كريت النعمان بن عبد العزيز الذي تنصر وانضم إلى الجيش البيزنطي إلى ان قتل في إحدى المعارك سنة 972 في حين استمر الباقي على دينهم ومنهم الأمير عبد العزيز بن شعيب الذي اقتيد اسيرا إلى القسطنطينية مع اسرته وتوفي فيها على الإسلام
ترك المسلمون الأندلسيون بكريت ارثا حضاريا كمدينة الخندق العاصمة الإسلامية لكريت والتي تسمى اليوم مدينة ايراكليو ويبلغ عدد سكانها اليوم 140 الف نسمة كما يعود الفضل للمسلمين في ادخال زراعة قصب السكر إلى الجزيرة

### الجبليون بالأندلس بعد الاستيلاء المسيحي

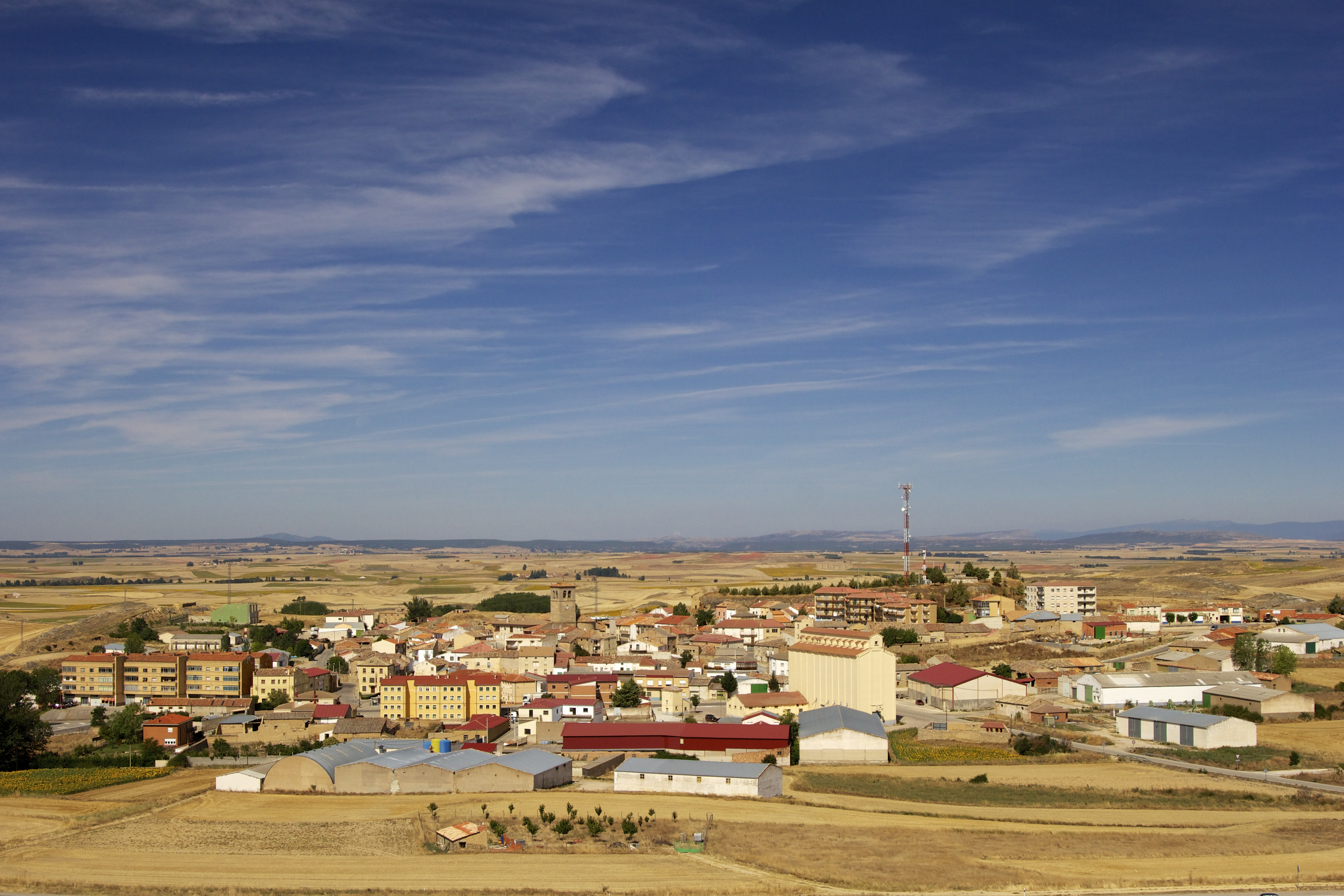
مدينة غمارة ضواحي سورية في الشمال الإسباني

وبعد السيطرة على غرناطة هاجرت عشرات الاسر الغمارية إلى موطنها الاصلي شمال المغرب كاسر زنيبر والغماري والغمار قلعي والحمودي وابن راشد والبهلولي وغيرهم في حين ظلت معظم الاسر الغمارية في مواطنها خصوصا في قرية غمارة سورية وغرناطة وبالس وقادس والجزيرة الخضراء واشبيلية وظل معظمهم على دينهم الإسلامي ويتجلى الحضور لغمارة في غرنطة تسمية الأسبان لقصر الحمراء بغرناطة:cuesta gomerez
بعد صدور قرار الطرد سنة 1602 اضطر معظم الغماريين إلى التنصر لتفادي الطرد وبالفعل ذاب المتنصرون الجدد في المجتمع الإسباني وصاروا يعرفون في التاريخ الإسباني بالگوميريث (gomerez) وقد حمل معظم هؤلاء أسماء تدل على انتمائهم الغماري مثل
ghomeri, gomeri, gomerino, gomery, gaumery, gomry,mac gomery, gommery, gomerey, gomeret, gommeret, gomerée, gomrée,de gomara;de gommara, gumery, gumry, gumary, gummary, gumerey, gumrey, gummery, gummere, ghomari, ghoumari, ghemari, ghmari, gomary, gumary, gomero, gomeru, gomeroy, gameiro, gomeiro, gomori, gomory, romariromary, romeri, romery, bengomery, bengomeri, benghomari, belghomari, belgomari, belghoumari, belrhomari, ghomara; gomer, ghomaras, ghemara, leghemara, ghumara, ghmara, gomariz, gomara, gommara, gomarra, rhomara, romara, romaris, ghomera, gumera, gomara, gumara, romera, gomeira, gomeros, gomeiros, gomerez, gomerz, gombery, gombry, gombary, gumbery, gumberry
وغيرها
على الرغم من الادعاءات التاريخية فان كولومبوس كان اخر المستكشفين الواصلين إلى أمريكا وهذا البحار سبق له ان قام برحلة بسن 16 سنة من مدينة طنجة إلى الصويرة ثم معبور (السنغال) ثم سليمي (سيراليون) ثم دابوه (ساحل العاج) ثم المينا (غانا) ومنها إلى الرصيفة (ريسيفي-البرازيل) دون ان يدري ان هذه ارض جديدة وانما ظن انها ارض أفريقية وقد ذكر كولومبوس هذه الرحلة في كتابه دون ذكر البحارة الذين رافقوه
وفي رحلته المشهورة استعان كولومبوس بمؤهلات البحارة الغماريين كابن الرياش وموسى ابن ساطع في اكتشاف كوبا كما ذكر ان معظم البحارة الذين رافقوه هم من مسلمي الأندلس بعد رفض الأسبان مرافقته
ومما يثير الدهشة ذكر كولومبوس لتواجد المساجد والابنية ذات الطابع الإسلامي في المنطقة وهذا طبيعي بعد الرحلات التي قام بها العديد من البحارة الأندلسيين قبل كولومبوس
بل الاغرب توصل باحثين أمريكيين إلى مخطوطة عربية كتبها موسى بن ساطع في جزيرة ترينداد يذكر فيها فاجعتي سقوط مالقة وغرناطة بالتفصيل تعود إلى ما قبل كولومبوس وهذه المخطوطة تؤكد سابق معرفة ابن ساطع بهذا العمل الجديد
اثناء موجة التعمير التي عرفتها القارة الأمريكية هاجرت العديد من اسر الگوميريث إلى العالم الجديد تركز معظمها في الدومنكان حيث يؤكد المؤرخون ان معظم البيض من متكلمي الإسبانية بادومنكان ينتمون إلى الگوميريث

### الغماريين بجزيرة غمارة الكناري
جزيرة غمارة (la gomera) هي إحدى جزر الكناري بالمحيط الأطلسي المسماة في الخرائط العربية بالخالدات ويسمى السكان الاصليين لهذه الجزر بالگوانش وهم كما تدل لغاتهم البربرية، فقدو الكثير من التقاليد والمصطلحات اللغوية بل وحتى الرابط الديني فقد عرفت هذه الجزر الحكم الإسلامي لعقود طويلة قبل الغزو الإسباني لاسيما خلال العهد المرابطي الا ان جزيرة غمارة كانت قد عرفت هجرة قبلية من غمارة شمال المغرب بل وقامت في هذه الجزيرة حكومة مستقلة وغير معروفة تاريخيا [بحاجة لمصدر]
ان تاريخ جزر الكناري عموما قبل التواجد الإسباني غير معروف بشكل تام وانما تدل عليه الكتابات المحلية المتفرقة والتي تذكر أيضا ان اخر الامراء المستقلين لجزيرة غمارة كان يدعى ملاحق Amolahuige وانه بعد وفاته اقتسم ابناؤه الاربعة قابوس Alguabozegue والعقال  Alhagal وأبربقي Aberbequeye وماسكن Masegue حكم الجزيرة وهذا ما ساعد الأسبان على غزوها وكان لهذا الغزو الاثر الكبير في فقدان السكان للغتهم الاصلية ولدينهم الذي أصبح خليطا من الإسلام والمعتقدات الوثنية مما ادى بالكثير إلى اعتناق دين الاسبان.
ولقد وصلها كريستوفر كولومبوس سنة 1492 ويذكر في كتابه الاسرة المحلية التي خولها الأسبان حكم المنطقة وهي اسرة Bobadella أي أبو عبد الله كما لاتزال العديد من الاسر بجزيرة غمارة تحمل أسماء أمازيغية ك: القويدان-alcoidan واشن-achen وابن طاهر-abentahar وابنشرو-bencharo وابن ثنية-bentenuya وابن توجين-bentejun

### الغماريين بالمغرب العربي والشرق الأوسط
لقد كانت الأراضي الجزائرية ولاسيما تلمسان الوجهة المفضلة لمعظم المهاجرين الغماريين ولهذا تتواجد بها العديد من المسميات الغمارية كحمام الغماري ومسجد الغماري وغيرها وقد كانت فترة بني عبد الواد الفترة الذهبية للهجرة الغمارية نحو تلمسان حيث تصدر الغماريون المهاجرون اغلب المهام الكبرى حيث شغل الكثير منهم منصب الوزارة لبني عبد الواد
الا ان الهجرة الجماعية لغمارة نحو منطقة الغرب الجزائري قدمت مع الاعداء التقليديين لبني عبد الواد من المرينيين حيث رافق الغماريون الجيش المريني الذي حاصر مدينة تلمسان وخلال هذا الحصار قام السلطان ابي يعقوب يوسف باقطاع قبائل غمارة اراضي ندرومة سنة 1297 وقام ببناؤ مدينة ندرومة الحالية وجعلها من خمسة احياء إضافة إلى القصبة وهي احياء بني زيد (نسبة إلى بني زيد إحدى عشائر بني يالصوت) والتربيعة وبني عفان (نسبة إلى قبيلة بني عفان) وقناوة وسيدي يحيى في حين قطن باقي الغماريين المناطق المحيطة باسوار ندرومة موزعين على عدة مداشر وقرى وتعرف منطقتهم اليوم بقبيلة جبالة في حين قطن بنو مستار الحميديين الغماريين (بني مستارة) المنطقة المسماة اليوم ببني مستار ضواحي تلمسان
وانطلقت من ندرومة العديد من الهجرات الغمارية اهمها في اتجاه مدينة البويرة في حين لاتكاد منطقة جزائرية تخلو من تسمية الغماري وينسب معظمهم إلى غماريي مدينة ندرومة
في الأراضي التونسية كانت الهجرات الجبلية شبه منعدمة وان وجدت لا تعدو كونها هجرات فردية فقط منها هجرة خلدها التاريخ وهي هجرة الإمام الشاذلي الاخماسي اصلا والذي قطن مدينة شاذلة التونسية فنسب اليها
في ليبيا اقتصرت الهجرات الغمارية على مدينة طرابلس حيث تتواجد العديد من الاسر تحمل لقب الغماري بالإضافة إلى الهجرة الجماعية لقبيلة المشايشة العروسية نسبا والتي تقطن اليوم الجبل الغربي من ليبيا
اما مصر فقد عرفت هجرات فردية مكثفة استقر معظمها بالقاهرة والإسكندرية ومن أهم هذه الهجرات هجرة الإمام الشاذلي أيضا والذي أصبحت مدينة الإسكندرية مركز طريقته ومنبعها ويقطنها اليوم المئات من حفدته بينما ارتبطت الهجرة إلى بلاد الشام بالجهاد ضد الغزو الصليبي حتى صارت العديد من المدن الفلسطينية تحتوي احياء بمسمى المغاربة ومن أهم المدن التي شكلت مركزا للهجرات الجبلية مدن غزة وبيت المقدس ونابلس ودمشق وحلب حيث العديد من الاسر ترتفع بنسبها إلى الجبليين القادمين من شمال المغرب بقصد الجهاد

### الغماريين في أفريقيا جنوب الصحراء
تعتبر قبائل الارما في مالي وشمال النيجر من اصغر القبائل الأفريقية وأكثرها تاثيرا في الحياتين الدينية والسياسية لاسيما في مالي وتتمركز هذه القبيلة في تومبوكتو وضواحيها ويعود اصولهم إلى الجنود السعديين القادمين للاستيلاء على اراضي ممالك البامبارا بقيادة جودر الأندلسي سنة 1590 وكانت هذه الجنود تقسم إلى ثلاثة اقسام جنود درعة وسوس وهم سكان حي سراكينا وجنود مراكش والحوز وهم سكان حي جنكرابير وجنود جبالة وفاس وهم سكان حي كوندا الذي يعتبر مركز تمبوكتو وبه كانت القصور الباشوية لباشاوات السودان لدى الملوك السعدييين ثم العلويين من بعدهم ومن بين الاسر المرموقة الجبلية الاصول في الارما اولاد الباشا الروسي المنحدرين من جبل حبيب واولاد الباشا الفشتالي واولاد الباشا ابن زرقون المنحدرين من بني حسان ويجدر بنا الذكر ان اغلب باشاوات السودان كانوا يعينون من سكان حي كوندا المكون من الفاسيين والجبليين وقد سميت هذه القبائل بالارما من طرف المحتل الفرنسي بمعنى الجنود
في السودان تتواجد أيضا إحدى أهم نماذج الهجرات الجبلية الجماعية وهي قبيلة المغرابة والتي تتوزع على 36 قرية بالمناقل ووادي مدني ودار السلام المغاربة على نهر النيل وتعود اصول هؤلاء إلى حفدة المتصوف أحمد زروق البرنسي وقد نقل هؤلاء اثناء هجرتهم المذهب المالكي والمذاهب التصوفية المغربية.

### في الشرق الادنى
في الهند سجل المؤرخون العديد من الهجرات الفردية والتي مصدرها من شمال المغرب واغلب هؤلاء المهاجرين عبارة عن فقهاء هاجروا بهدف نشر الإسلام وحماية تعاليمه ومن أهم هؤلاء الشيخ محمد المصمودي الذي قطن البنغال بهدف نشر الإسلام وتوفي بدلهي بالهند وقد ذكره ابن بطوطة في كتابه وذكر وفاته أيضا
في الجارة المالديف يذكر المؤرخون الداعية ابي البركات يوسف اللواتي الطنجي الشهير بابي البركات البربري والذي كان السبب في إسلام ملك المالديف وشعبها بعد الكرامة التي صارت على يديه في قصة يذكرها الرحالة ابن بطوطة في كتابه
اما في الصين فيعد الإمام قوام الدين السبتي أشهر الائمة في الصين لعهده وقد قدم هذا الشيخ من سبتة وزار الهند ثم قطن مدينة خان بالق (بيكين حاليا) وقد ذكره ابن بطوطة أيضا في كتابه وعده مع اغنياء الصين وذكر انه لا ياتي غريب مسلم إلى بيكين الا وقدم عليه وانه لا يسيير الا في موكب ضخم

## الشتات

### داخل المغرب
الهجرات الجبلية إلى المناطق المغربية الأخرى (المسماة محليا الداخل) قديمة وكانت غالبا ما تكتسي طابعا دينيا حيث غالبا ما يحظى الجبليون لصلتهم بالادارسة العديد من التشريفات الدينية لكن حاليا اكتست طابعا اقتصاديا وعلميا فمعظم المهاجرين الجبليين إلى باقي المدن المغربية يهاجرون بهدف تعليم اطفالهم أو بهدف استثمار الاموال أو البحث عن فرص عيش احسن وتعد مدن فاس والقنيطرة والرباط وسلا ومكناس المدن الأكثر استقبالا للمهاجرين وهذا جدول باعداد المهاجرين حسب المدن المستقبلة لهم حسب توقعات 2013
| المدينة          | عدد الجبليين المهاجرين اليها | نسبتهم من سكانها |
| ---------------- | ---------------------------- | ---------------- |
| فاس              | 529.276                      | 55,9             |
| سلا              | 359.824                      | 47,33            |
| الرباط           | 245.260                      | 29,86            |
| القنيطرة         | 143.322                      | 39,91            |
| مكناس            | 115.253                      | 21,49            |
| الدار البيضاء    | 62.139                       | 2,12             |
| وجدة             | 43.808                       | 10,93            |
| اگادير           | 23.219                       | 3,42             |
| مراكش            | 19.415                       | 2,36             |
| تمارة            | 17.414                       | 7,72             |
| الناظور          | 17.371                       | 13,76            |
| سيدي قاسم        | 14.802                       | 19,2             |
| خريبگة           | 12.912                       | 7,76             |
| الحسيمة          | 11.278                       | 20,31            |
| سوق أربعاء الغرب | 8.674                        | 19,99            |
| المحمدية         | 8.512                        | 4,51             |
| جرف الملحة       | 8.230                        | 39,47            |
| العيون           | 7.759                        | 4,22             |
| بركان            | 6.594                        | 8,24             |
| العروي           | 6.137                        | 17,04            |
| ايث نصار         | 6.018                        | 18,92            |
| سيدي سليمان      | 5.584                        | 7,15             |
| بني ملال         | 4.858                        | 2,98             |
| سطات             | 4.525                        | 3,88             |
| تاومية           | 4.481                        | 44,86            |
| الجديدة          | 4.016                        | 2,78             |
| قرية با محمد     | 3.912                        | 23,41            |
| الدريوش          | 3.225                        | 11,3             |
| اسفي             | 3.196                        | 1,12             |
| بويزنزارن احدادن | 2.534                        | 9,95             |
| تيسة             | 2.391                        | 24,99            |
| گرسيف            | 2.215                        | 3,87             |
| المهدية          | 1.810                        | 11,13            |
| مطماطة           | 1.722                        | 44,45            |
| زاگورة           | 1.695                        | 4,86             |
| سلوان            | 1.668                        | 6,7              |
| الزغنغن          | 1.630                        | 8,08             |
| صفرو             | 1.615                        | 2,52             |
| الدشيرة          | 1.455                        | 1,63             |
| مشرع بلقصيري     | 1.420                        | 5,14             |
| جرادة            | 1.399                        | 3,19             |
| الراشيدية        | 1.365                        | 1,7              |
| اكنول            | 1.342                        | 33,01            |
| الصويرة          | 1.320                        | 1,9              |
| مولاي بوسلهام    | 1.212                        | 21,29            |
| ورزازات          | 1.196                        | 2,11             |
| مليلية           | 1.172                        | 1,72             |
| خنيفرة           | 1.152                        | 1,59             |
| تاوريرت          | 1.119                        | 1,4              |
| لاللة ميمونة     | 1.105                        | 8,5              |
| ميضار            | 1.077                        | 8,14             |
| باقي المدن       | 86.064                       |                  |
| المجموع          | 1.825.385                    | 6,54             |

من الملاحظ ان اغلب المهاجرين يقطنون المدن القريبة جغرافيا من منطقة جبالة بالإضافة إلى مناطق الريف

### خارج المغرب
اما خارج المغرب فيعيش 1.151.634 جبلي أي ما يشكل سبع الشعب الجبلي وثلث المهاجرين المغاربة وهذا ما يعني قوة مهاجرة كبيرة تتمركز في إسبانيا فرنسا هولندا وبلجيكا ويبين الجدول التالي توقعات اعداد المهاجرين الجبليين خارج المغرب حسب البلد مع نسبهم من مجموع المهاجرين المغاربة داخله
| البلد            | التعداد   | نسبتهم من المهاجرين المغاربة |
| ---------------- | --------- | ---------------------------- |
| إسبانيا          | 416.033   | 54,23                        |
| فرنسا            | 256.804   | 21,4                         |
| هولندا           | 130.665   | 38,25                        |
| بلجيكا           | 122.802   | 36,85                        |
| ألمانيا          | 48.646    | 24.08                        |
| إيطاليا          | 46.553    | 15,57                        |
| المملكة المتحدة  | 35.127    | 57,59                        |
| السعودية         | 15.838    | 36,65                        |
| الدنمارك         | 12.784    | 85,23                        |
| السويد           | 9.898     | 49,5                         |
| الولايات المتحدة | 9.366     | 13,38                        |
| كندا             | 9.051     | 11,75                        |
| النرويج          | 7.696     | 51,31                        |
| البرتغال         | 5.580     | 99                           |
| سويسرا           | 3.769     | 27,92                        |
| أستراليا         | 3.183     | 26,53                        |
| تونس             | 3.000     | 11,54                        |
| الكويت           | 2.270     | 10,39                        |
| الجزائر          | 1.550     | 0,95                         |
| جبل طارق         | 1.500     | 100                          |
| البرازيل         | 1.164     | 100                          |
| اليونان          | 888       | 73,39                        |
| باقي دول العالم  | 7.277     |                              |
| المجموع          | 1.151.444 | 26,07                        |

فمن الملاحظ ان نسبة الجبليين من مجموع المهاجرين المغاربة ترتفع بشكل كبير في دول شبه الجزيرة الايبيرية ودول البينلوكس وإسكندنافيا وأمريكا اللاتينية في حين تنخفض في المناطق التقليدية للمهاجرين المغاربة كفرنسا وإيطاليا وأمريكا الشمالية والخليج العربي

## الثقافة الجبلية

### اللغة
يستعمل الجبليون في شمال المغرب لهجة خاصة عبارة عن لهجة أندلسية خالصة بما تحمله من مفردات عربية وبربرية بالإضافة إلى عشرات المفردات من اللغة القشتالية القديمة والحديثة (الإسبانية) والمفردات ذات الاصول التركية والفارسية والفرنسية كما توجد في اللهجة الجبلية عدة كلمات تنسب إلى اللهجة اللتي كانت متداولة لدى عرب صقلية وتشابه اللهجة الجبلية إلى حد ما لهجة أهل جيجل بالشمال الجزائري
تعد اللهجة الجبلية في حد ذاتها مجموعة من اللهجات المتقاربة إذ يمكن تقسيمها بالشكلين الافقي والعمودي فافقيا تختلف هذه اللهجة الفريدة من منطقة إلى أخرى فتتغير بعض المفردات من مدشر إلى اخر أو من مدينة إلى أخرى فمهما كانت هذه المداشر متقاربة فتوجد بين لهجاتها اختلافات في تسمية بعض المفردات أو في نطق بعض الحروف احيانا
في اغلب المناطق الجبلية توجد اختلافات في طريقة نطق الاحرف ففي اغلب منطقة جبالة ينطق حرف الظاء والضاد طاء وتشذ عن هذه القاعدة مناطق قليلة كغرب اقليم تاونات وجنوب اقليم تازة
وينطق القاف في بعض المناطق الفا وفي المناطق الأخرى كافا رقيقة وهذا يميز مداشر معينة أو مناطق اغلب اهلها ينتمون إلى اصول أندلسية مولدة (غير عربية ولا أمازيغية) أو من احفاد الصقالبة وينتشر في اغلب المناطق أيضا وخاصة في المدن قاعدة نطق الراء بشكل يقربها من حرفي الغين أو الواو وغالبا ما تنطق التاء في المناطق شديدة الارتفاع تز حيث يضاف حرف الزاي المهمل اليها وهذه القاعدة اللغوية منتشرة بشكل كثير شمال غرب إسبانيا وعند الشعوب السلافية
القاعدة الأكثر شيوعا عند جبالة هي نطق الجيم مع القلقلة كما يتلى القران الكريم بنفس الشكل الموجود في صعيد مصر في حين ينطق باقي المغاربة الجيم بشكل مخفف أيضا تنطق اغلب الكلمات مع الحاق الشدة في أول الكلام على الحرف الأول وتحول هذه القاعدة في المناطق القريبة من السواحل المجاورة لاسبانيا حرف الباء إلى لفظة (پ)
بخلاف باقي المغاربة المتكلمين للغة العربية الذين يستعملون لهجة عربية هلالية ينطق الجبليون القاف قافا بينما ينطقها باقي المغاربة بلفظة (گ) ما يؤكد ان اللهجة الجبلية لهجة أندلسية ولا علاقة لها بالمد الهلالي والمعقلي بالمغرب بينما يستعمل الجبليون في بعض الاحيان نفس اللفظة (گ) لنطق الجيم احيانا كما يفعل المصريين
وهذه بعض الكلمات الجبلية مع اصلها المشتق منه
| الكلمة الجبلية    | معناها                | الاصل المشتقة منه |
| ----------------- | --------------------- | ----------------- |
| الجرو             | الكلب                 | عربي أندلسي       |
| العايل            | الطفل                 | عربي أندلسي       |
| الشفة (بضم الشين) | الشفة                 | عربي صقلي         |
| الپونطي           | القارورة              | فرنسي             |
| الفيللة           | الدور                 | إسباني            |
| الپاستيا          | حبة الدواء            | إسباني            |
| الكاسابادورا      | المعطف                | إسباني            |
| الشمرير           | القبعة                | قشتالي قديم       |
| الطبسيل           | الصحن                 | تركي              |
| الفريد            | الحاوي                | فارسي             |
| يما               | امي (فظة النداء للام) | بربري             |
| استيتو            | صغير                  | قشتالي قديم       |
| التجال            | القزم                 | بربري             |

### الدين

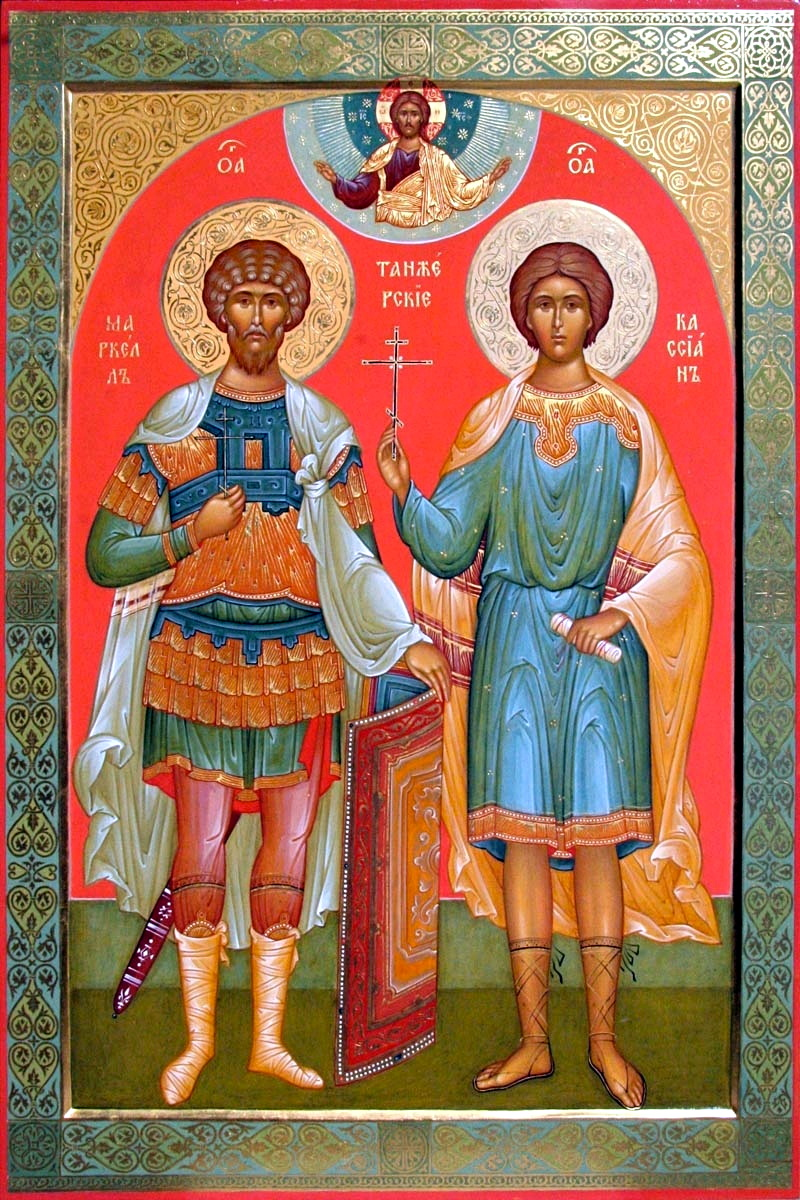
سان مارسيليوس الطنجي أحد أهم القديسين المسيحيين في فترة ما قبل الإسلام

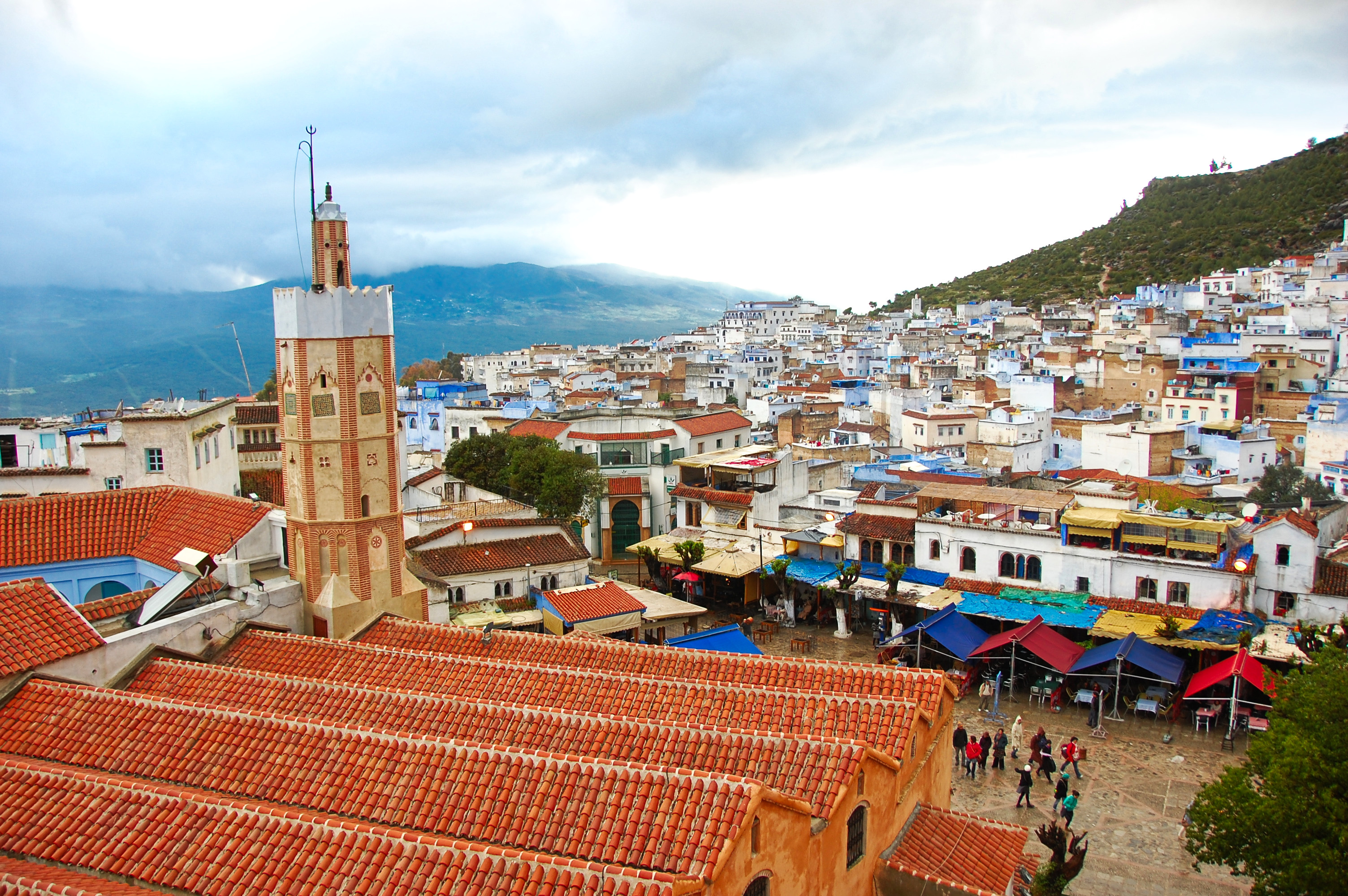
جامع الشاون بناه الموريسكيون اواخر القرن العاشر الهجري

الإسلام هو دين كل الجبليين ويمارسونه باتباع المذهب المالكي والعقيدة الاشعرية مع تشبع كبير بمختلف الطرق الصوفية بشمال المغرب بخلاف اقلية شيعية صغيرة بطنجة التي تتبع المذهب الشيعي الإثني عشري
يتبع المغاربة الآن المذهب السني ولقد اتبعوا منذ فترة الحكم المرابطي مذهب الإمام مالك، للإسلام والشرائع الإسلامية قدسية خاصة لدى الجبليين حيث يعتبره الجبليون طريقة عيش ومنهج حياة.
يحظى المسجد باهمية قصوى لدى الجبليين كافة حيث تعدى مهمته كمكان للعبادة ليصبح مكانا للتعليم ومناقشة امور الجماعة ومحطة للرباط للجهاد في اغلب التاريخ الجبلي وتتم حسب العادات تولية امام المسجد الذي يصبح اماما ومعلما عبر اتفاق جماعي لكافة أهل المدشر ويتم الاتفاق المسمى بالشرط بان يحمل كل سكان ذلك المدشر بغالا محملة بالهدايا واكياس الغلال والثمار ثم يتم توليته بشرط هو اجرة هذا الإمام مع ضمان المسكن والاكل والشرب في حالة كان الإمام من خارج المدشر
يعد حفظ القران من الضروريات التي ميزت النسيج الثقافي الجبلي حيث يحتم على كل الأطفال الذكور ومن اراد من الإناث حفظ القران كاملا قبل تجاوز سن العاشرة وفي بعض القبائل كبني زروال كان الناس يقاطعون كلام الرجل الذي بلغ ابنه سن العاشرة ولم يحفظ القران بعد ولهذا كان الناس يطمحون في الشرف فيحفظون ابناءهم القران في سن باكرة وفي القرون الماضية كانت مدارس القران بشتى القرى والمدن الجبلية محطة لوفود العشرات من الطلبة القادمين بهدف حفظ القران من شتى بقاع المغرب والجزائر وحتى من تونس وليبيا في الوقت التي كانت فيه بعض القرى داخل المناطق المغربية الأخرى بعيدة عن الدين بشكل كامل وكانت اراضي بني زروال الأكثر استقبالا للطلبة المهاجرين حيث يقول المثل المحلي «من حفظ القران في منطقة ما فعليه ان يحليه في مدارس بني زروال» وفي مناطق شاسعة في المغرب كان لا يقبل الإمام الا إذا كان مجازا من طرف فقيه جبلي واحد على الاقل كما ان خطتي القضاء والعدالة في فاس العاصمة كانت تسند غالبا إلى اممة جبليين اصلا
حياة التصوف متجذرة بشكل كبير لدى الجبليين عموما ويعتبر القطب المولى عبد السلام بن مشيش القديس والقطب الجبلي الأكثر حظوة حيث يزور ضريحه الالاف من الزوار سنويا كل منتصف شعبان وقد اقيم حول ضريح المولى عبد السلام حرما يشمل اراضي من قبائل بني عروس وبني يدير وبني ليث وسوماتة وتقتضي العادات احترام الحرم وعدم ايذاء أي روح داخله فيحرم لاجل ذلك اقتلاع الاشجار من غاباته أو قطعها وللحرم العروسي والاولياء المدفونين داخله قدسية خاصة لدى الجبليين حيث يتوجب على المتعبدين داخله قراءة القران والادعية الموروثة عن القطب والمسماة بالصلاة المشيشية دون انقطاع حيث يتناوب مجموعة من القراء القراءة بشكل دوري يضمن عدم انقطاع ذكر الله في الحرم كما يتوجب على حجاج الضريح عم انتعال الاحذية بعد الدخول إلى ارض الحرم وعدم الرفث في القول باستثناء الاهازيج اتلشعبية التي تغنى احتفاء بالزوار أو مدحا للرسول صلى الله عليه وسلم أو مدحا للقطب صاحب الضريح كما ان أي امير جبلي قديما كانت تتم مبايعته عند الضريح ولا تصح خارجه وقد تسنن بعض السلاطين المغاربة بهذه السنة خصوصا في العصرين السعدي والعلوي
وانطلاقا من هذا الضريح انطلقت اغلب الطرق الصوفية بالمغرب حيث ان اغلب الصوفيين هؤلاء هم من تلامذة القطب مولاي عبد السلام ومن أهم الطرق الصوفية ذات الاصل الجبلي الطرق الشاذلية والدرقاوية والريسونية والوزانية والحراقية والبقالية والفهرية والعروسية وغيرها وقد تضخم دور الزوايا في منطقة جبالة في القرون الوسطى إلى حد ان أصبحت تتحكم في هذه القبائل سياسيا وتلزم بعضها بمبايعة سلطان ما أو بنقض بيعة سلطان اخر

### الميثولوجيا
تزخر الميثولوجيا الجبلية بالعديد من الاساطير والحكايات ذات الاصول الأندلسية العربية منها والإسبانية بحيث لازالت تتشارك منطقة جبالة ومناطق الجوار الأوروبي بالعديد من الحكايات والاساطير الشهيرة كقصص «سندريلا» أو «عايشة رميدة» كما تسمى في منطقتي تازة والحسيمة و«المراية الضواية» التي تسمى في أوروبا بيضاء الثلج وقصة «الحطاب والجني» وقصة «لنجة والغولة» وغيرها كما توجد العديد من القصص المتاثرة بالقصص المسيحية التي تسربت إلى الثقافة الموريسكية ابان الاضطهاد العنيف الذي سبق عملية التهجير من اهمها قصة النبي عيسى وملك عسقلان وغيرها
للمكون العربي المشرقي تاثيره أيضا حيث توجد العديد من القصص التي تعود إلى الف ليلة وليلة كقصة «ابن التاجر الحسن البصري» وغيرها كما تحملنا بعض القصص إلى عالم كليلة ودمنة التي ابطالها هم من الحيوانات والتي من ابرزها قصص «القبرة والذئب» وغيرها
ومما يثير الانتباه أيضا انتشار الإشارة إلى الغيلان الخرافية في حين يقل ذكر الجن في الخرافات الجبلية على خلاف باقي الثقافات المغربية والمغاربية عموما بل ويختفي بشكل كامل اللهم من القصص التي يعتقد صحتها ولا تروى كخرافات بل كاخبار مسلم بوقوعها
ومن أشهر القصص الجبلية ذات الاصول الأمازيغية على الإطلاق قصة «يطو وحبيبها» التي تروي قصة تسمية مغارة افريواطو بباب بويدير وقصص «الذئب والقنفذ».
لقد ولد تلاقح هذه الثقافات المختلفة تولد ثقافة جبلية ذات ميثولوجيا خاصة تتكون من منظومة من الاساطير التي تناى باصولها عن كل الروافد البمذكورة سابقا وتتخذ الهوية الجبلية اصلا لها كقصص «اليتامى والغولة» و«البنت والغول صاحب النار» و«قصة يوم العجوز» التي تروي سبب هطول الأمطار بكثرة يوم ال31 من شهر مارس وهذه القصة على الرغم من ابتعادها عن المنطق ظلت مصدقة ومعتقد بها لقرون طويلة كذلك قصة النبي عيسى وملك عسقلان التي تروي تكون بركان جبل ودكة الخامد وانه مدخل جهنم أو العالم الآخر عموما الارضي والقصة التي تذكر ان النهر الجوفي بين مدشري تازغدرة وعين باردة بجماعة البيبان هو جزء من نهر الويل الموجود في جهنم وانه مدخله الارضي وقد ظلت هذه القصص مصدقة ومعمول بها لقرون طويلة عند العامة محدودة التفكير وذات الخيال الواسع حتى قضت العولمة والحداثة عليها لتصبح مجرد قصص تحكى للاستاناس فقط

### الازياء
الزي التقليدي الجبلي هو المثيل الحي الوحيد للازياء الأندلسية الإسلامية فقد انتقل هذا الزي مع المهاجرين الأندلسيين من مواطنهم الاصلية إلى شمال المغرب ومن الملاحظ ان جميع مكونات الزي التقليدي الأندلسي انتقلت بحذافيرها مع الحفاظ على مناطق توزيعها حيث انتقل الزي التقليدي للمدن إلى المدن الجبلية في حين انتقل الزي الخاص بالبوادي إلى البوادي لكن مع الهجرة القروية نلاحظ تمكن هذا الاخير من الانتشار حتى في الحواضر الجبلية بحيث صار الزي الجبلي الخاص بالبوادي الممثل الأكثر شهرة للزي التقليدي الجبلي بشكل عام
الازياء النسوية

طابع بريدي يحمل صورة امراة بالگذوار والشاشية

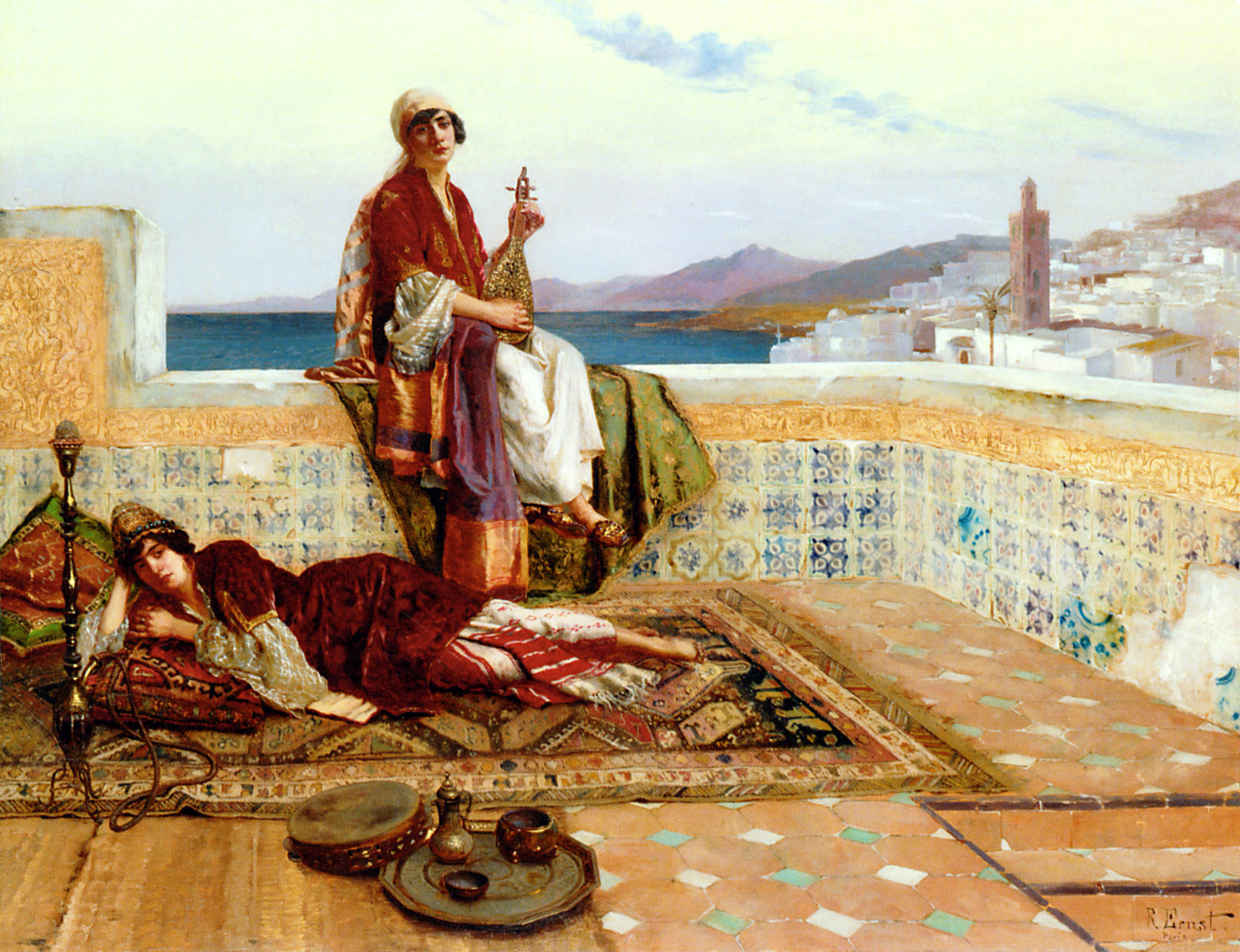
نسوة بالزي التقليدي من طنجة القرن التاسع عشر

يتكون الزي التقليدي للنساء في المنطقة من:
القفطان: ويشابه القفطان المعروف في باقي مناطق المغرب لكن في منطقة جبالة يصنع غالبا من الملف أو الحرير ومن المعروف عن النساء بمناطق جبالة تفضيلهم للقفاطين ذات اللون الأبيض أو الأسود ويشكل القفطان لباس الراحة للنسوة ولباس الحفلات فقط حيث يعد ارتداء القفطان يوميا من علامات النعيم أو الدلال

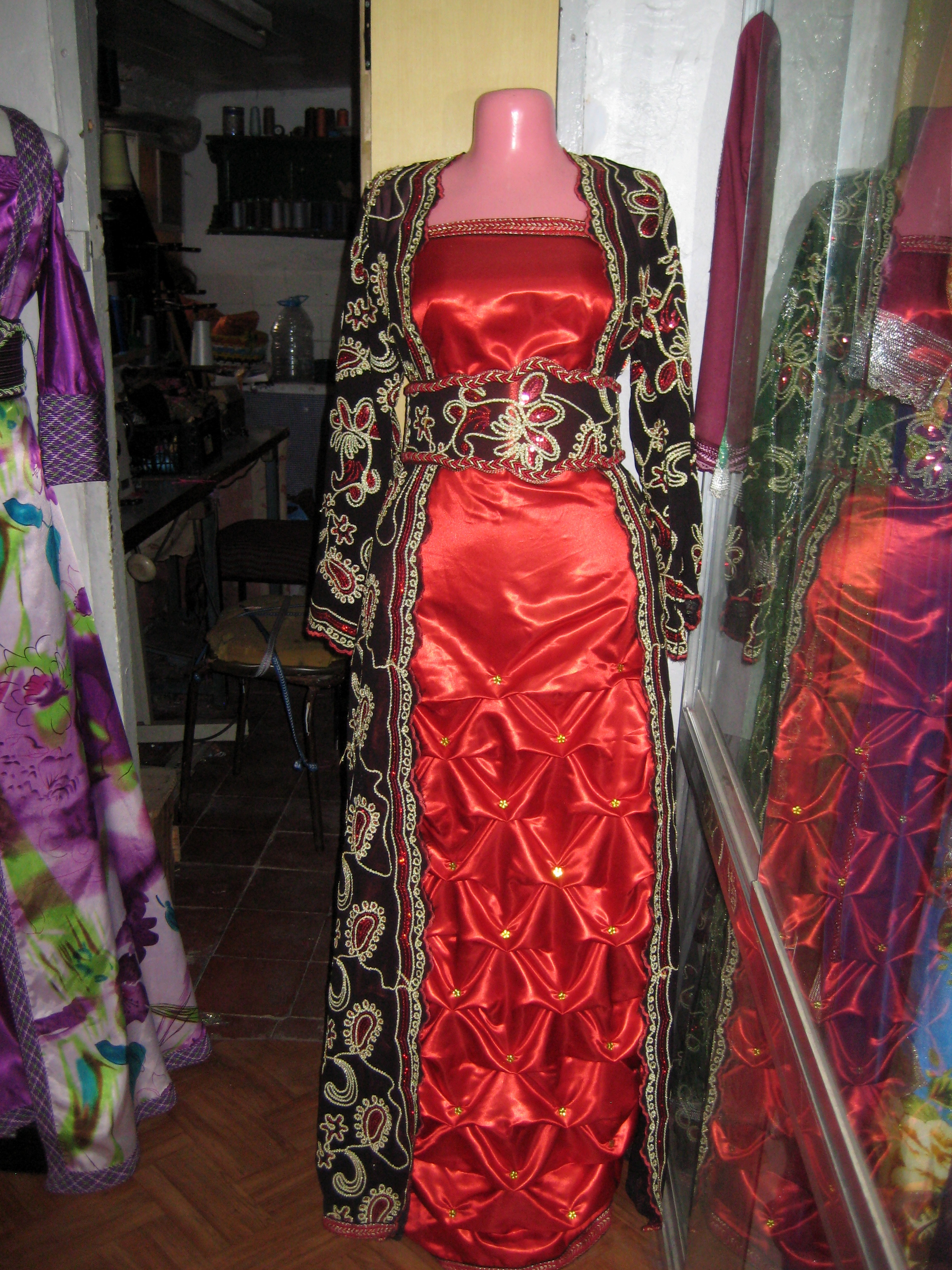
قفطان من الشمال المغربي

السبنية: وهو غطاء الراس المعروف في المغرب لكنها غير السبنية المعروفة في باقي مناطق المغرب حيث تفضل الجبليات اختيار السبنيات ذوات اللون الواحد الذي يختار عادة أبيض أو زهري في حين تفضل في باقي مناطق المغرب السبنيات ذوات اللون الأصفر المبهرج

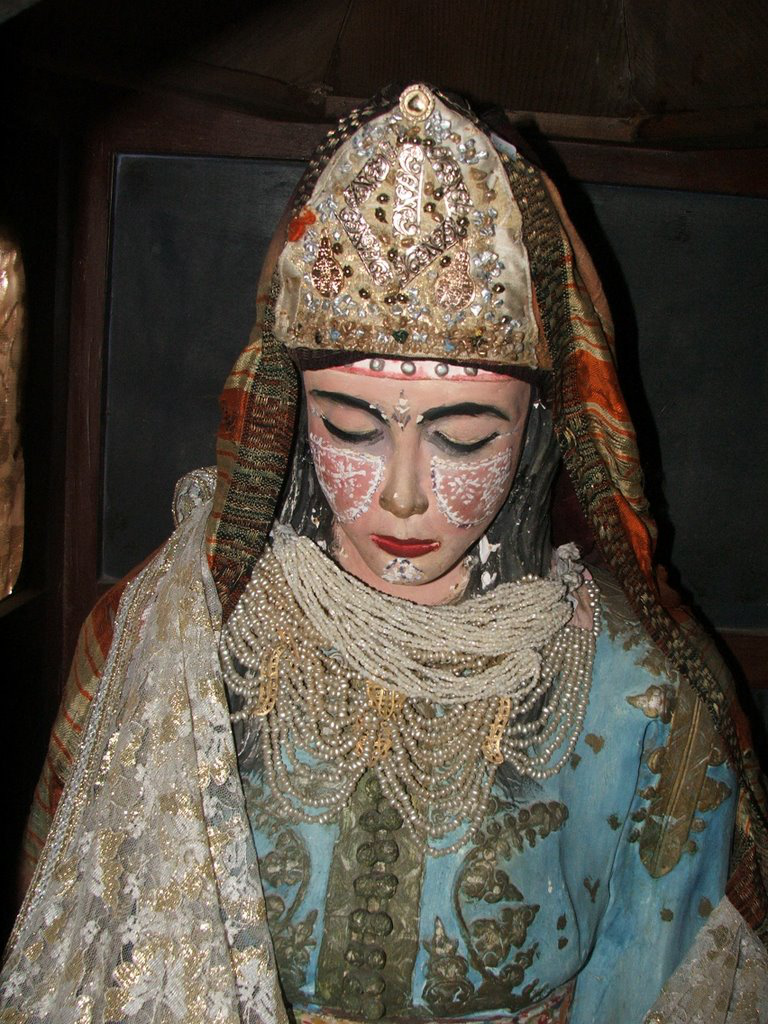
شدة تطوانية معروضة في متحف التراث بتطوان

الشدة: وهو مجموعة من قطع الثوب التي تلف على راس المراة بشكل مخروطي ويخصص هذا اللباس إلى نساء الحواضر بالاخص ويتم تزيين هذا المخروط الذي يدعى بالطاكون بالحلي في حين كانت مرتديته مدعوة إلى حفل ما ومن أهم أنواع الشدة المنتشرة بجبالة الشدة التطوانية التي تصاحب بعشرات العقود الخرزيت التي تصاحب ارتداء الشدة ولاتزال الشدة حاضرة في مدينة تلمسان بقوة لان هذه الاخيرة عرفت هجرة أندلسية موسعة
الكرزية: أو الشاد وهي عبارة عن شريط صوفي طويل يربط على مقدمة الجبهة لتوثيق الشدة بالراس أو لربط المنديل المستعمل كالطرحة المصرية وعادة ما يكون لونه ابيضا أو أسود
المنديل: وهو الثوب المميز للقومية الجبلية وهو عبارة عن قطعة ثوب من الصوف المختلف الالوان حيث يكون منسوجا بتدريج لونين على الاقل ومن المعروف ان المنديل المكون باللونين الأحمر والأبيض هو الأكثر انتشارا لكن توجد المناديل الجبلية بكافة الالوان ويختلف استعمال الالوان حسب المناطق وحسب ذوق مرتديته
يستعمل المنديل كمئزر للنساء الجبليات حيث يلف حول خصر المراة الجبلية كما يستعمل بما يشابه الطرحة المصرية حيث يوضع على الراس ويتم توثيقه بالكارزية أو الشاد اما في منطقة بني دركول إحدى عشائر الاخماس فيوجد صنف خاص بالمنطقة من المناديل الجبلية حيث تنسج هذه المناديل بمساحة أكبر من العادة وبطبقتين صوفيتين ابتغاء اتقاء البرد ويرتدى بطريقة خاصة حيث يلبس من العنق إلى القدمين ويتم ربطه من الخلف بشكل يشبه ربط الكيمينو الياباني ولا تنتشر هذه الطريقة الا في مدينة باب تازة وبني دركول وفي المناطق المجاورة لها
يرتبط المنديل أو ٲتازير بالمراة الجبلية ارتباطا وثقا حيث تستعمله لكل ما قد تحتاجه من قطعة ثوب فقد يتحول إلى وزرة مطبخ أو لباس للحقول أو حمالة للاطفال ويعتبر ارتداء المناديل في الثقافة الجبلية كناية عن جمال مرتديته وحسبها الاصيل
ترجع المرويات الشفهية في جبالة ان اصل المنديل الجبلي هو قطع الثياب التي استعملتها المراة الأندلسية المهاجرة إلى شمال المغرب كحقائب لحمل متاعها وملابسها ولهذا فان المراة الجبلية تداوم ارتداءه مخافة ان تنسى اصولها أو املها في العودة يوما إلى الأندلس لكن الاصح ان المنديل كان مستخدما سابقا من طرف النسوة في الجبال الأندلسية وان هذا التاويل المراد منه اضفاء القدسية التي ميزت اية مفردات صاحبة الهجرة الأندلسية على المنديل الجبلي
الجرطيطة: وهي تنورات فضفاضة أكبر طولا واتساعا من التنورة العصرية (الفالدا) وتشبه نوعا التنورات التي لا زالت تستعمل في جنوب الأندلس أو عند قبائل غجر الكالو وتتميز بالوانها الفاتحة وحجمها الكبير وتشكل هذه التنورات التي ترتدى مع صدريات أو سرائد اللباس اليومي للمراة الجحبلية
الميدي: وهو لباس إسباني أندلسي الاصل يتكون من صدرية مزررة وتنورة طويلة والتي تكون في نفس لون الصدرية ومن نفس ثوبها ويعد الميدي اللباس الخاص بالفتيات دون غيرهن
الحزامة: أو الحزام وتتعدد أنواع الاحزمة النسوية حسب المنطقة أو حسب الاستعمال فنجد (المضمة) وهي احزمة من الذهب أو الفضة التي تردى مع القفاطين في الحفلات والاعراس وتكون هذه الاحزمة كاملة الزخرفة لدرجة المبالغة كما نجد (الصمطة) وهي احزمة من الثوب أو الثوب الصقلي المذهب وتكون ذات عرض كبير وتستعمل منزليا فقط اما الحزام فيكون مصنوعا من الصوف غالبا ويكون عريضا أيضا ويمتاز بلونه الأحمر عادة
اما في منطقة تاونات فينتشر نوع خاص من الاحزمة التي تدعى (حزام لجاية) نسبة إلى اصله قبيلة لجاية وهو عبارة عن شريط طويل بعرض سنتيمترين ويستعمل هذا الحزام بلفه مرات عدة حول الخصر كما تستعمل الاحزمة الرجالية في مناطق كردستان
الحايك: أو الگذوار وهو كناية عن ملحفة بيضاء اللون من الحرير أو القطن أو الصوف وتكون عادة خالية من اية بهرجة أو تزويق وترتديه المراة الجبلية عند خروجها حيث يلف حولها بالكامل ابتداء من الراس حتى القدمين ويستعمل الجزء العلوي منه كلثام أيضا
الجلاب التطوانية: وهي الجلباب النسوية التي تنسب إلى تطوان وتختلف عن باقي الجلابيب النسوية المغربية بافتقارها إلى التزيين من طرز وتزويق واختلاف الالوان وخلافه ويصاحب ارتداؤها عادة بوضع اللثام الأبيض التطواني المعروف ويقتصر تواجد الجلابة التطوانية على الحواضر فقط
الشاشية: وهي رمز جبلي دال على الانتماء إلى منطقة جبالة وهي عبارة عن قبعة دائرية شبيهة بقدها واستدارتها بالقبعة المكسيكية أو قبعات النساء بجبال الانديز بأمريكا اللاتينية تصنع من الدوم وتزين بنواويش من الصوف الأحمر أو البنفسجي وتنتمي هذه القبعة اصلا إلى الأندلس وقد استمر تواجدها بقوة بإسبانيا المسيحية خصوصا في الجنوب وفي جزر البليار حتى انتقلت إلى أمريكا اللاتينية حتى انها صارت رمزا مميزا للخلاسيين من أبناء الخليط الإسباني الأمريكي في المكسيك وفي دول الانديز وڤنزويلا

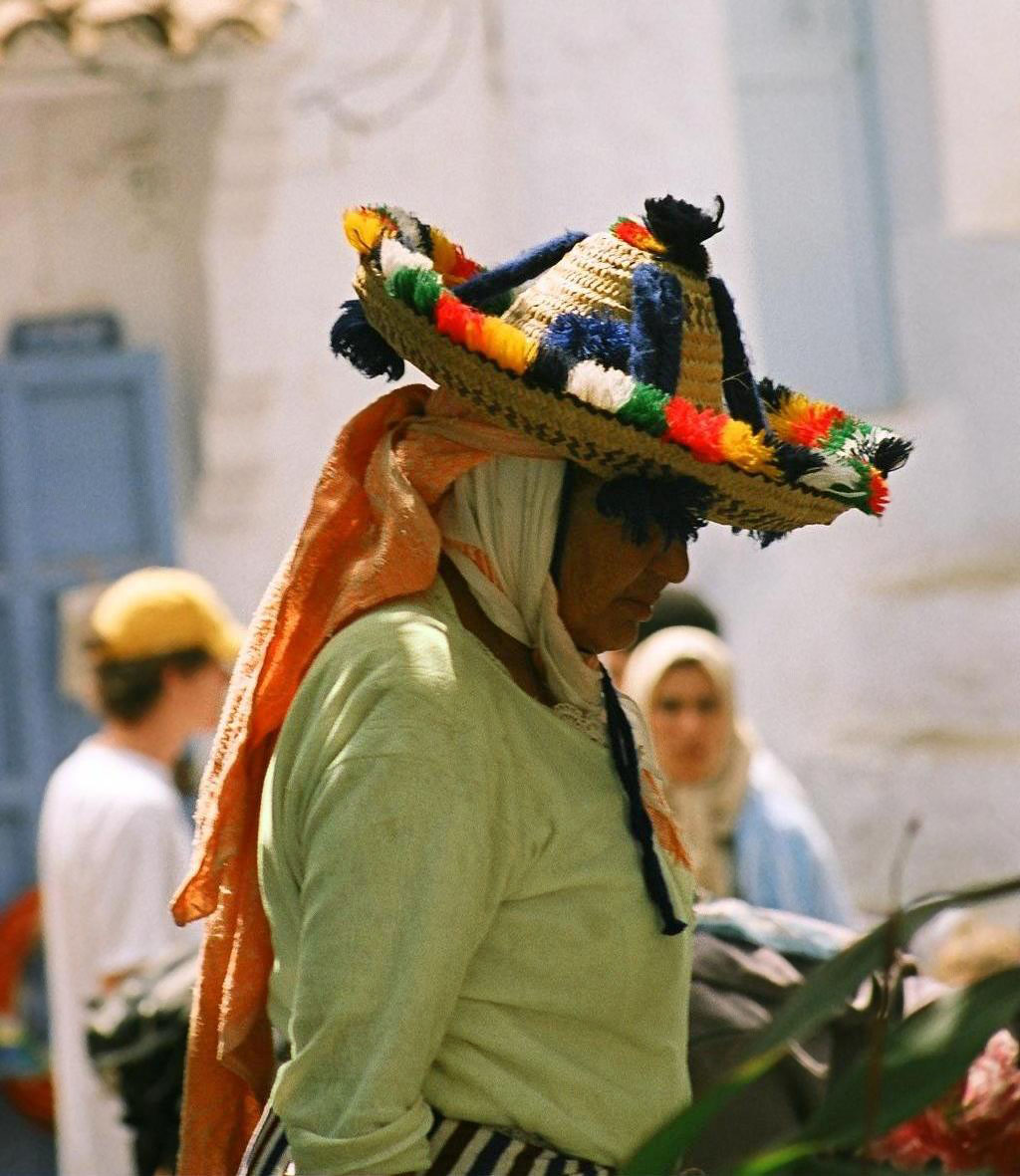
متسوقة بالشاشية الجبلية في احدى احياء الشاون

تحيط بالشاشية في الوسط الثقافي الجبلي هالة من القدسية فارتداء المراة الجبلية يدل على جمالها كما يدل ذلك على الجو المحافظ والشريف التي تربت فيه أيضا يدل ارتداؤها للشاشية كذلك على رجاحة عقلها فتعبير «نفخلا الريح فالشاشية» أي ان الريح قد اسقط شاشيتها يدل على حمقها واصابتها بالعته أو الجنون
ثوب الزفاف الجبلي: ثوب الزفاف الجبلي التقليدي الاصيل يكون عادة من الحرير الأسود ويكون طويلا إلى القدمين مع صدرية تخاط في حاشيته ويزين الثوب بخيوط ذهبية (الصقلي) ويقال ان اختيار الثوب الأسود للزفاف هو حزن على ضياع مدينة سبتة في حين يعارض اخرون بان الثوب الأسود اختير فقط لان الشقرة التي تتميز بها الجبليات جعلت اللون الأسود الوحيد الذي يليق بها بشكل يجعلها أكثر جمالا
وخلال القرن السادس عشر المعروف بصراع طويل بين القراصنة من الساحل الجبلي وامراء البحر الأسبان والبرتغاليين اضيف تفصيل على الثوب وهو تقلد العروس بسيف لف غمده بالحرير الأسود وقيل ان أول من فعلت ذلك هي اميرة الشاون الست الحرة
ولكن ثوب الزفاف الفخم هذا انقرض تقريبا وعاد تواجده مقتصرا فقط على متاحف التراث الجبلي نظرا لغلاء ثمنه الذي لا يناسب متطلبات الحياة الحديثة
في مناطق كثامة وصنهاجة السراير وتاونات وتازة يختار ثوب الزفاف عادة أبيض على خلاف باقي المناطق ويصاحب ذلك ارتداء العروس لطرحة حمراء تربط على الراس بشريط من الذهب أو الفضة بعدها توضع على راسها شبكة من الخيوط الذهبية المنظومة بالاقراص الفضية لتعوض الشدة التطوانية في باقي مناطق جبالة
الريحية: وهي الاحذية الخاصة بالنساء تتكون من نعل جلدي يغلف بالحرير الأسود وقد ذكر المؤرخون بوضوح ان عادة ارتداء الاحذية السوداء كانت حزنا على سقوط سبتة وانها صارت ترتدى في جبال غمارة حزنا على ضياع جبالة ثم صارت عادة بعدها
الحلي
مما يميز المرأة المشرقية عموما ولعها بالحلي وقد امتازت المرأة الجبلية بمزيج من الحلي دخل في تكوينه وانفراده التنوع العرقي لساكنة جبالة ٫ حيث شاركت كل العناصر المكونة للمجتمع الجبلي من أندلسيين وبربر وعرب وغيرهم في تشكيل منظومة الحلي الخاصة بالمرأة الجبلية
كباقي مناطق المغرب وشمال إفريقيا عموما كان استخدام الفضة في صنع الحلي دارجا وغالبا في حين اقتصر استخدام الذهب على سكان الحواضر والموسرين من سكان القرى ومن الأرجح أن استخدام الذهب كان نتيجة للهجرة الأندلسية من الشمال حيث ظلت الحلي الفضية المسيطرة عند السكان المحليين كغيرهم من البربر، وقد تميزت الجالية اليهودية في المدن بإتقانها لهذا الضرب من الحرف لدرجة أن أصبحت كل الملاحات (الأحياء اليهودية) في كل الحواضر عبارة عن أسواق خاصة بالحلي، في حين انتشرت دور الصياغة في أغلب القرى الجبلية وقد كان للصاغة دكاكين خاصة بهم حتى في الأسواق الأسبوعية فكانت الحلي تصنع وفقا لطلب النساء ومن أهم أصناف الحلي التي تميز المنطقة:
المسايس: وهي عبارة عن أساور سميكة تصنع من الفضة عادة
الخلاخل: وتصنع من الفضة أيضا، لكن غالبا ما تكون مزينة بالأحجار الكريمة المتنوعة
الإبزيم: وهي عبارة عن حزام من الفضة يستعمل لعقل الحايك (الگذوار) ويتراوح طوله بين متر ومتر ونصف ويترك منتصفه ظاهرا على الحايك مزينا بسلاسل من الفضة أو بسلحفاة فضية (أفكر) وهي كلمة بربرية تعني ذكر السلحفاة، ويعقل الإبزيم بالحايك عند الكتفين بواسطة قضبان فضية يدعى الواحد منها (أصغنس) وهي كلمة بربرية أيضا
المصنوعة أو الشركة: وهي عبارة عن سلاسل من الفضة تنظم فيها أقراص فضية ويتراوح عدد هذه السلاسل بين ست أو ثمان عقود وهذا شبيه بما يسمى (الكردان) في الصعيد
البلوطة: وهي عبارة عن أقراط بيضاوية الشكل على قدر حبة ثمر البلوط ويرتبط كل قرط بأسلاك فضية تسمى (السقايط) وترتبط هذه السقايط بخرزات كروية تصنع غالبا من الخرز الحر أو بأقراص فضية والغالب أن أصل هذا الضرب من الحلي غجري إذ ينقطع نظيره عند أشقائنا البربر والعرب في سائر شمال إفريقيا ومستعمل لدى الغجر الكالو بإسبانيا حتى يومنا هذا
الشوكة: وهي عبارة عن أقراط فضية تتكون من سقايط فضية فقط تزين بالخرز الحر على صفوف أفقية وعمودية وتزين في آخرها بأقراص فضية٬ ويصل طول هذا الضرب من الأقراط حتى منتصف الصدر، وأصل هذه الحلي غجري أيضا إذ أنها لا تزال مستعملة لدى أغلب الغجر من شبه الجزيرة الإيبيرية
الحلاقة: وهي أقراط ذهبية تكون على شكل إجاصة غالبا وتزين بالكثير من الأحجار الكريمة ٬ ولهذا النوع ضروب كثيرة يتفنن الصاغة في تشكيلها وصياغتها وتزيينها
السفيفة: وهي عبارة عن عقال يصنع من سلوك الذهب التي تزين بأقراص الذهب والفضة وتنظم بالخرز، وفي آخر العقال تصنع شرائط صوفية من صوف خاص يدعى (الدبانة) أي الذبابة وتصنع هذه الشرائط من الصوف الأسود المغزول بشكل خاص يجعل منه مشابها لشكل الشعر وتسمى هذه الشرائط (الكرارة)، توضع السفيفة كعقال على البرقع وتضفر الشرائط المتصلة بها بجدائل شعر المرأة
لباس الرجل الجبلي
بخلاف الزي النسوي تعرض الزي التقليدي للرجل الجبلي إلى تغير شبه جذري حيث اختفت اغلب الملابس التقليدية التي كانت تميز الجبلي عن غيره من المغاربة وذلك بفعل الحداثة والتقليد الاعمى لذلك نكتفي بوصف الرحالة الإسباني دومينگو فرانسيسكو باديا Domingo fransisco badia الذي زار طنجة سنة 1803 ووصف الزي التقليدي للرجل الطنجي الذي كان من دون شك مثالا للرجل الجبلي في باقي الحواضر الجبلية حيث يقول:
ان بذلة السكان هو قميص ذو يدين واسعتين، وسراويل كبيرة من الثوب البيض، وصدرية من قطن، وقلنسوة حمـراء ذات رأس حادة، وأغلبهم يحيطون هذه بثـوب موصلي أبيض تشكل منه العمامة. يلفهم الحايك ويغطي رؤوسهم على غرار الرهبان، ويرتـدون أحيانا الجلباب، أو السلهام الأبيض بقلنسوته فوق الحايك، وينتعلون البلغة أو البابونج الأصفر. ولا يعدم أيضا من يرتدي بدل السترة الخفيفة قفطانا أو ستـرة بدعية مزررة الأمام من فوق إلى تحت، ذات كمين واسعين، لكنهما جد طويلين شأن القفطان التركي، وجميعهم يأتزرون بحـزام صوفي أو حريري.
كما يذكر مولييراس في كتابه «المغرب المجهول، اكتشاف جبالة» اثناء حديثه عن قبيلة فشتالة الانواع الخاصة بجبالة من الجلباب وقد ابان اعجابه بالجلباب الوزانية كثيرا واعتبرها لباسا فخما ولا يليق الا بالسادة وتشتهر الجلباب الوزانية بلونها الرمادي المائل إلى البياض وصوفها الثقيلة بينما تنتشر عدة أنواع أخرى من الجلاليب ابرزها الجلباب (د السدى) أي المصنوعة من السدى فقط وهي خاصة بالاعياد وحفلات الاعراس وجلباب العوام التي تتميز بثقلها ولونها البني وترتدى الجلباب عادة فوق (الدراعية) وهي قميص أبيض اللون وخفيف مشابه للدشداشة بالخليج
ويختص المغنون التقليديون دون غيرهم بعادة تميزهم وهي عادة إخراج اليد اليمنى من فتحت الراس بدل الكم أي فتحة اليد ولا يعرف اصل هذه العادة
اما زهجوكة وهي واحدة من مداشر أهل سريف ومرده إلى اصل سكان المدشر الغجري فيختص اهلها والمنتمون اليها بارتداء جلابيب خضراء اللون كاشارة لانهم من خدام ضريح الصوفي أحمد الشيخ دفين المدشر حيث ان اللون الأخضر في كافة المغرب هو لون الاضرحة والمزارات
بالإضافة إلى الجلباب والصدرية يختص الجبليون بنوع من الالبسة يدعى القشابة أو التشاميرة وهو عبارة عن قميص من الصوف الخشن يصل إلى الركب ويزين كتفاه بكريات صغيرة من الصوف ويكون عادة دون اكمام ويستعمل هذا اللباس بكثرة خلال فصل الشتاء وبشكل كبير في المناطق التي تعرف تساقطات ثلجية
اما العمامة التي تسمى (الرزة) فغالبا ما تستعمل العمامة الصفراء المائل لونها إلى اللون البرتقالي وتسمى بالعمامة الشرقاوية ومن الملاحظ ان الرزة اختصت فقط بالعلماء ورجال الدين وعوضتها الشاشية عند العامة والطربوش الأندلسي أو التركي عند النبلاء
قديما كان الرجال في المنطقة بوضع احزمة من الثوب حول الخصر فوق الجلباب وكانت تستعمل لوضع الخناجر أو السيوف اما من يرتدي السروال المغربي المعروف (سروال القندريسة) فكان يحيطه بحزام جلدي يدعى بلفظه العربي: التكة اما الحذاء فالغالب ان الرجل الجبلية كان يرتدي البلغة وهي نعال جلدية صفراء أو بيضاء اللون وذلك أيام الاعياد والمناسبات اما في الايام العادية فكان يرتدي احذية جلدية خاصة يكون بعضها معدا للربط حول الساق وهي المخصصة للحرب منها

## شخصيات جبلية

### في الميدان العسكري
طارق بن زياد
طريف بن مالك
أبو حفص عمر البلوطي
السيدة الحرة
فرغلوش
البهلولي
الثغري
علي بن راشد
علي فرناندو مارتين
خيري
المقدم أبو الليف
أحمد الخريرو
عبد العزيز بناني
أحمد المرزوقي
أحمد بوطالب

### في الميدان السياسي
يوليان كونت سبتة
ميسرة المطغري
كنزة الأوربية
موسى بن أبي العافية
الحسن الحجام
الحسن بن كنون
أبو العيش أحمد بن كنون
المنصور عبد الله بن الأفطس
المظفر بن الأفطس
المنصور يحيى بن الأفطس
المتوكل بن الأفطس
المأمون بن ذي النون
الظافر بن ذي النون
القادر بن ذي النون
علي بن حمود
القاسم بن حمود
يحيى المعتلي بالله
إدريس المتأيد بالله
يحيى القائم بأمر الله
الحسن المستنصر بالله
نجاء الصقلبي
إدريس العالي بالله
إدريس السامي بالله
محمد بن إدريس المهدي بالله
محمد المستعلي بالله
عثمان بن عبد الحق
محمد بن عبد الحق
أبو يوسف يعقوب بن عبد الحق
أبو ثابت عامر
أبو الربيع سليمان
أبو الحسن علي بن عثمان
أبو عنان فارس بن علي
أبو محمد عبد الحق بن عثمان
محمد الشيخ المهدي
محمد أبو عبد الله البرتقالي
علي أبو حسون
أبو العباس أحمد بن محمد
ناصر الدين القصري محمد بن أحمد
أحمد بن المهدي الغزال
محمد تميم
أحمد الريسوني
عبد الخالق الطريس
عبد السلام الطود
محمد بن الحسن الوزاني
علي يعته
عمر عزيمان
التهامي الوزاني التوهامي
عبد الهادي التازي
محمد بن عيسى
عبد الرحمن اليوسفي
عبد الواحد الفاسي
محمد أوجار
التهامي الخياري
إدريس الضحاك
حميد شباط
خالد السفياني
عبد العظيم الكروج
محمد بودرا
يوسف العمراني
محمد نجيب بوليف

### في الميدان الأدبي
مالك بن المرحل
محمد بن إدريس العمراوي
محمد أحمد الخباز
محمد الخمار الكنوني
أحمد بوزفور
محمد الخباز
أحمد عبد السلام البقالي
محمد الزهراوي أبو نوفل
فاطمة مرنيسي
العربي العسري
علي الصقلي الحسيني
حسن مرصو
محمد العلمي (كاتب)
وفاء العمراني
علال الغازي
محمد الصباغ
البشير الدامون
وداد بنموسى

### في الميدان العلمي
ابن بطوطة
الإدريسي
القاسم بن يوسف التجيبي
عباس بن فرناس
المنذر بن سعيد البلوطي
القاضي عياض
عبد الحق بن إسماعيل البادسي
ابن سعيد الأندلسي
ابن تاويت الطنجي
محمد بن تاويت التطواني
ابن هشام اللخمي
محمد بن آجروم
المكودي
ليون الإفريقي
ابن السكاك المكناسي
ابن غازي المكناسي
ابن المدني جنون
ابن عثمان المكناسي
عبد الرحمن الفاسي
عبد السلام بن محمد العلمي
حسن الوراكلي
عبد السلام محمد الشدادي
عبد القادر الفاسي الفهري
عبد الله كنون
رشيد اليزمي
محمد بن الأمين بوخبزة
عبد الباري الزمزمي
محمد داود
محمد العروسي
محمد محفوظ البحراوي
أحمد الريسوني (رجل دين)
إدريس الخرشاف
إدريس الأزمي الإدريسي
عمر عزيمان

### في ميدان التصوف
أحمد مزوار الإدريسي
عبد السلام بن مشيش
أبو الحسن الشاذلي
علي بن حرزهم
أبو العباس السبتي
عبد الله الهبطي
محمد العربي الدرقاوي
أبو بكر بن علي العلمي
أحمد زروق
عبد الله بن حسون
أحمد بن عجيبة
عبد الله بن الصديق الغماري
عبد المنعم بن الصديق
أحمد بن الصديق الغماري
عبد الله التليدي
المفضل الروسي الحسني
علي الريسوني

### في الميدان الفلسفي
أبو إسحق البطروجي
محمد سعيد الريحاني
الطيب بوعزة

### في الميدان الفني
عبد السلام عامر
البشير السكيرج
رشيد الوالي
محمد الشريف الطريبق
ريدوان
نورا الصقلي
ياسين أحجام
سامية أقريو
المهدي بنونة
سناء حمري
عبد اللطيف بناني
راين بالحسن
مومن السميحي
ربيع القاطي
عبد الواحد التطواني
نبيل نور
مسلم (مغني)
كريمة أدبيب
لمياء الزايدي

### في الميدان الرياضي
هشام الكروج
عادل تاعرابت
حسن أقصبي
إبراهيم البحري
محمد أبرهون
إبراهيم أوشريف
زيد كروش
بلال بيات
عبد الصمد المباركي
عبد الكريم الحضريوي
هشام زروالي
زكرياء الزروالي

### ميادين أخرى
بشير بومعزة
محمد العلمي (إعلامي)
هشام الحمدوشي
محمد واموسي